# スズキ・キャリイ
キャリイ（CARRY）は、スズキ（1990年9月以前は鈴木自動車工業）が製造、販売する軽トラック。
かつては軽ワンボックスカーのラインナップ（キャリイバン）も存在したが、7代目から中盤以降は独立した車名であるエブリイに移行している（例外的に9代目の初期はキャリイバンも併売されていた）。
本項目では、ラージキャブを採用した派生車種のスーパーキャリイ（SUPER CARRY）についても便宜上、記述する。

## 概要

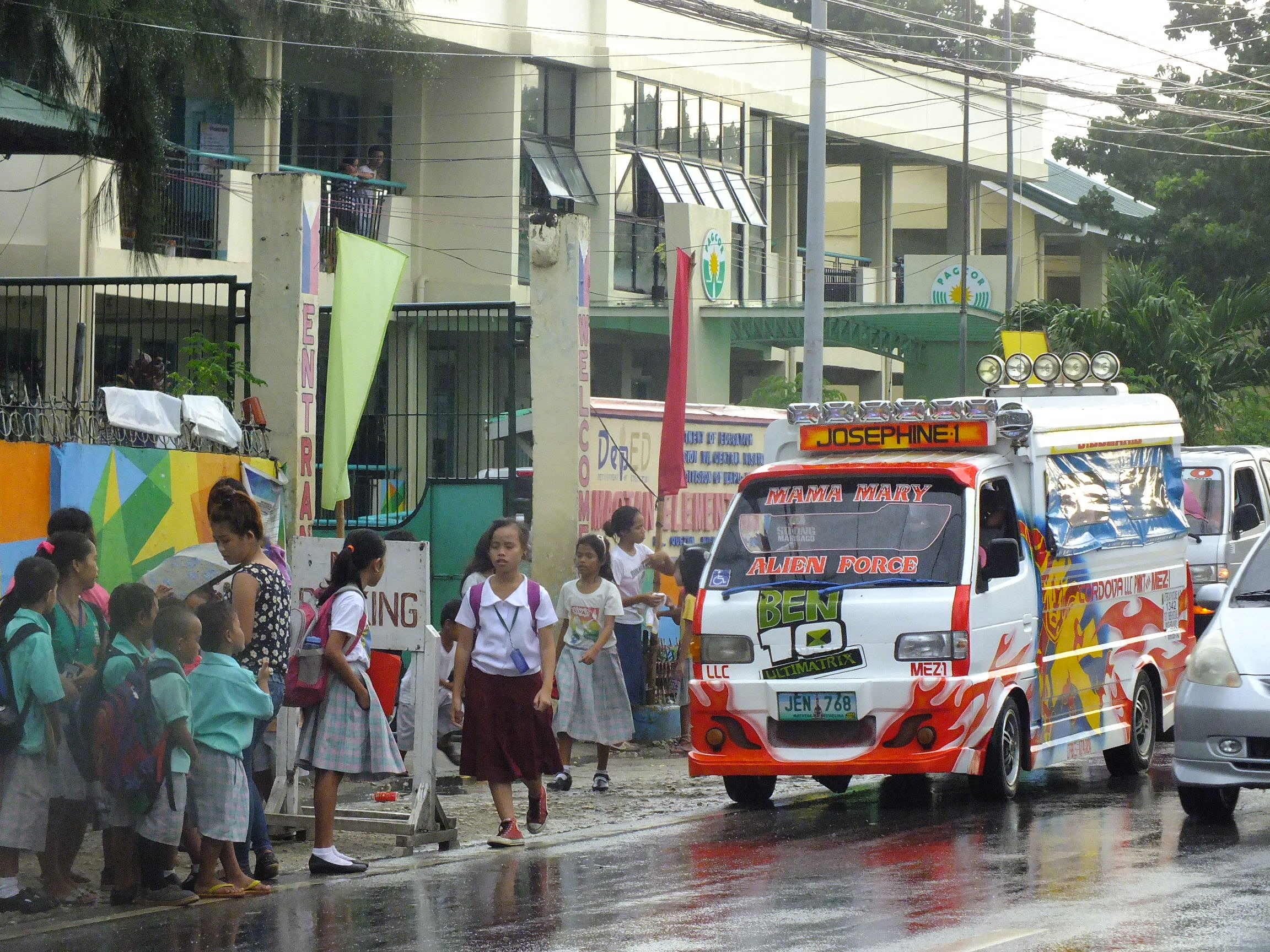
フィリピンではジープニーに改造され使用されているスズキ・キャリイ。

1961年にスズライトの本格商用モデルとしてデビュー（スズライトにもバンモデルは存在したが、乗用を念頭に置いたものであった）。以来、2020年現在同社の新車で購入できる自動車の商標としては最古の商標（11代59年）となる。
1971年から2009年までの39年連続で、日本国内で販売されているトラック（軽・小型・普通）の車名別年間販売台数第1位である。さらに、2010年1月で累計販売台数400万台を達成した。
日本国内の複数メーカー向けOEMのベースモデルにもなっており、マツダ向けのスクラムトラック（1989年発売の初代から）、日産自動車向けのNT100クリッパー（2013年発売の2代目以降）、三菱自動車工業向けのミニキャブトラック（2014年発売の7代目以降）は、この車両を元に一部外装パーツの変更を行ったものである。またバンモデル（現在のエブリイ）も1981年まではキャリイを名乗り、1991年-1993年の間は上級車種以外の車種についてはキャリイバンの車名で販売されていた。
2013年まではシャーシ構造・駆動方式が異なる51系（9代目キャリイ/3代目エブリイ）を除いてバンタイプのエブリイと2002年までは共通の構造を多く有していた。軽自動車の新規格に適合させるため1999年以降のキャリイはセミキャブ・ロングホイールベース仕様だったが、2005年11月におよそ7年ぶりにフルキャブ・ショートホイールベース仕様の「FC」系が追加された（ボディサイズは新規格で、農耕用に特化したタイプ）。ただし、OEM車種のスクラムトラックにはこの仕様が設定されなかった。2013年8月のフルモデルチェンジに際し、フルキャブ・ショートホイールベース仕様へ統合され、型式を含めてエブリイと別構造となっている。OEM車種のスクラムトラックもフルキャブ・ショートホイールベース仕様へ移行された。
なお、欧米や東南アジア、インド、オーストラリア等では排気量を拡大したモデルが生産、販売され、また大宇国民車（現・韓国GM）からは9代目（エブリイにおける2代目）が「ラボ（LABO）」、南米ではシボレーブランドで「Chevrolet CMP」と言う名称でいずれも現在も生産されている。海外モデルは145の国と地域で展開されており、軽トラックを除いた累計販売台数は200万台以上となっている（2019年2月末時点）。
車名は英語で「運ぶ」の意味。なお、カナ表記に関しては「キャリー（長音）」「キャリィ（捨て仮名）」などと誤植されるケースが少なからず存在する。

## 初代 FB型（1961-1965年）
1950年代後期の鈴木自動車工業は、オートバイ市場で成功する一方、軽乗用車からライトバンに発展した「スズライト・フロンテ」で4輪軽自動車市場の一角を占めつつあったが、市場のニーズに沿った営業上、当時ブームであった軽オート三輪トラックに比肩するようなタイプの商用車が求められたため、フロンテよりもより本格的な商用車として開発された。社長の鈴木三郎は商機を逸するべきでないと考え、技術陣に「1年間で開発を済ませろ」と命じた。
スズライトなどの開発にも携わった稲川誠一が担当の設計課長となった。稲川らは、1年という短期間での急造では、試作を繰り返しての凝った設計を用いる余裕はない、と見切り、鈴木三郎には余計な口出しをしない確約をとったうえ、単純でトラブルの出にくい構造に徹する方針を採った。
シャーシは同時期の小型トラックに倣って、前後輪ともリーフスプリング支持・固定軸の低床ラダーフレームという、単純頑強で強度余裕のある構造を採用、商用車で問題となりがちな破損トラブルを回避した。専用の空冷直列2気筒・2ストロークエンジンも開発を先行させ、2輪車用の単気筒エンジンを2個つなげたような作りでシリンダごとの独立キャブレターを与え、高回転で出力を稼ぐ設計で完成させた（21ps/5,500rpm）。出力重視で高回転過ぎのエンジンになったが、トラックとしての全体スペックが決定した時点で、トランスミッション内の減速ギアで実用向けな回転数に落とすやり方で帳尻を合わせた。当然燃費は悪くなったが、実用面での動力性能が高かったことから、ユーザー側からは大きな問題にはされなかった。ギアボックスは時流に合わせて、1速以外シンクロナイザー付とした4速コラムシフトをおごり、運転しやすくした。
一方、この時点では二輪車事業の業績による資金調達力向上で、先行したスズライト（横置きエンジン、前輪駆動）ではまだ導入できなかったスパイラルベベルギア用の刃切り機導入（スイス・エリコン社製およびアメリカ・グリーソン社製）が実現したため、差動装置については自社で後輪駆動車用の歯車生産が可能となった。スタイルはセミ・キャブオーバーだが、エンジンはフロントシート下に配置するアンダーフロア型としている。
並行して、軽トラック専用の製造工場も愛知県豊川市に突貫工事で建設されることになった。建設の指揮を命じられたのは、銀行員から鈴木三郎の娘婿となり、1958年に鈴木自動車に入社していた鈴木修（のちスズキ社長・会長）で、会社中枢である企画部との対立を抱えながらの（社内失脚の危険含みの）特命であった。修は現場での陣頭指揮に立って、職人たち相手の膝詰めの交渉などにも懸命に取り組み、わずか9か月で豊川工場を完成させた。しかも建設予算3億円に対して最終費用は2億7千万円に抑え、3千万円を企画部に突き返した。豊川工場建設の実績は、鈴木修がスズキ社内での実力を認められるきっかけになった。
豊川工場のラインで量産が開始された初代キャリイ「FB型」は、単純堅実で信頼性の高い作りとエンジンの強力さ、30万円弱の低価格とが功を奏して商業的成功を収め、スズキの商用軽四輪車市場での地歩を確固たるものとした。
1961年10月
初代は「スズライトキャリイ」の名で発売された。他社製品よりも積載量の大きく、積み下ろしのしやすい荷台を特長としていた。オプションで荷台用の幌も用意された。
1964年9月
バン（「エブリイ」の前身）を追加。最大積載量は300㎏（4名乗車時は200㎏）。

## 2代目 L20型（1965-1969年）
1965年6月
フルモデルチェンジ。初代からのキープコンセプトではあるが、エンジンや足回りなどが大きく見直された。
エンジンは先代から継続して「FB型エンジン」が採用されたが、クランクシャフトで駆動するオイルポンプによりクランクシャフトベアリングとコンロッドを直接潤滑する「スズキCCI」方式がシリーズで初めて搭載され、ハイシリコンのピストンが採用されたこともあり高速走行時の耐久性が従来モデルより飛躍的に向上した。
前輪はダブルウィッシュボーン式サスペンションが採用され、タイヤ・ホイールは12インチから10インチへ縮小となった。小径化したこともあり、最小回転半径は4.1mとなった。
先代に引き続き換気用の三角窓を備え、フットペダルは吊り下げ式が採用された。
1966年1月
バンを追加。フロントシートはSバネタイプのクッションとオフセット式のヒンジを備え、当時のこのクラスとしては豪華だった。リアドアは上下2方開のワンタッチ式となっていた。また、このモデルからリアバンパーが初めて採用された。
バン、トラック共にL30型発売後も併売された。

## 3代目 L30型（1966-1969年）
1966年3月
フルモデルチェンジし、名称を「キャリイ」に変更。キャブオーバータイプとなる。2代目と併売された。
機構的にはL20と共通部分が多く、エンジン、ミッションはL20型と同一であったが、サスペンションはド・ディオンアクスルが採用された。
ダッシュボードは大型のグローブボックスを備え、眩惑防止のため天板が黒に塗装され、下部には保護のためのゴムパッドを装着していた。
1968年3月
バンを追加。2名乗車（積載量300kg）または4名乗車（積載量200kg）の2種がラインナップされた。4名乗車モデルのリアシートはベンチシートであった。
カーヒーター、デフロスター、サイドマーカー、バックアップランプを標準装備していた。後部乗員保護のため、フロントシートの背面にパッドを備えていた。

## 4代目 L40型（1969-1972年）
1969年7月
フルモデルチェンジ。販売当初のキャッチコピーは「韋駄天キャリイ」。ジョルジェット・ジウジアーロがスタイリングを手がける。トラックの尾灯は従来と同じくテール/ブレーキ/ウインカーが兼用となった赤色の丸形であるが、バンは本車種初となるコンビネーション式を採用。しかしバンはそのスタイル故、荷室容積が犠牲となった（この弱点は5代目で幾分改善される）。ヒーター、ウインドウウォッシャー、全天候型デフロスターを備え、ドアロックはシリーズ初のプッシュボタン式が採用された。トラックについては1方開式、3方開式の2パターンが用意された。
当代の縦型アウタードアハンドルは、1972年からジムニーに追加されたバンモデル（LJ20V）にも流用された。
1970年
フロントグリルのデザインを変更。
日本万国博覧会向けに本車種をベースとした鉛蓄電池式電気自動車を湯浅電池（現・ジーエス・ユアサコーポレーション）と共同開発。
1971年4月
バンをベースにしたキャンピングカーを発売。

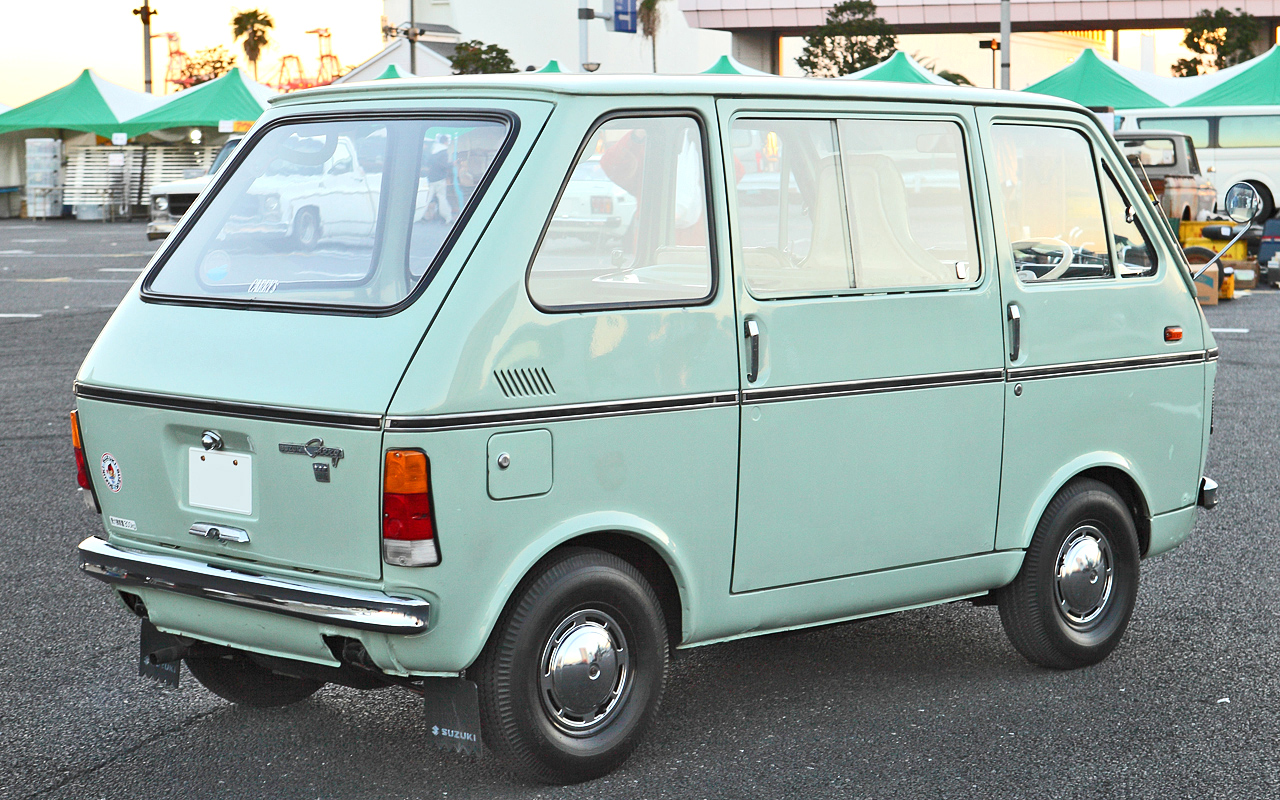
4代目キャリイ バン リアエンジン乗用車のような、傾斜が強く、裾も絞りこまれたバックスタイル。
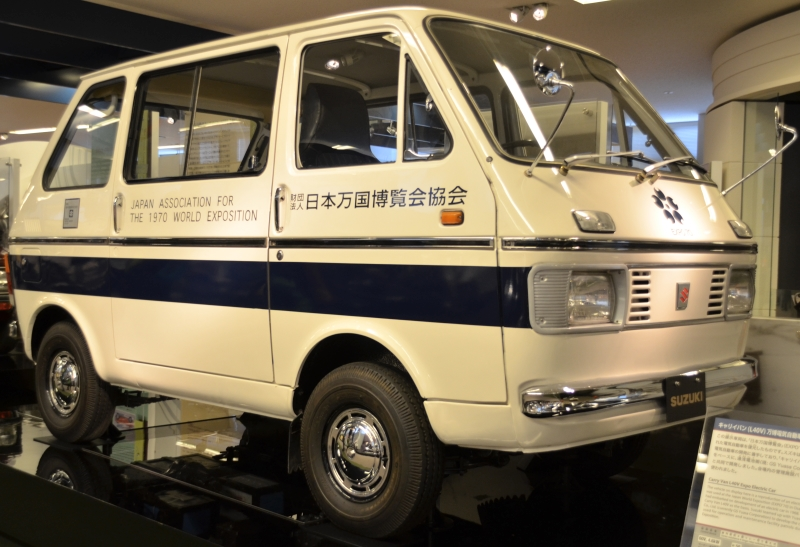
電気自動車（復元車）
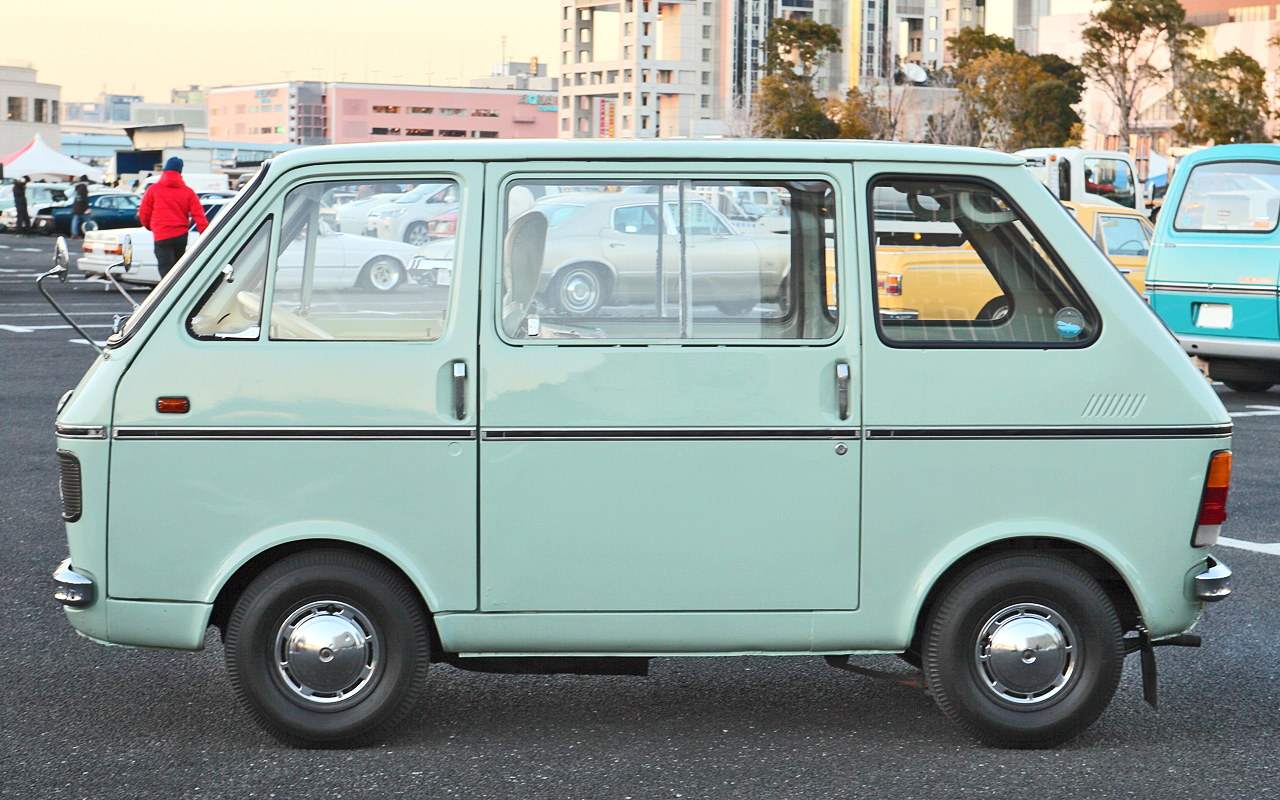
前後がよく判らないと評される事も多いバンタイプの独特なサイドヴュー。スタイリッシュだが荷室容積が犠牲になっていることが解る。

## 5代目 L50型（1972-1976年）／ST10型（1976年）

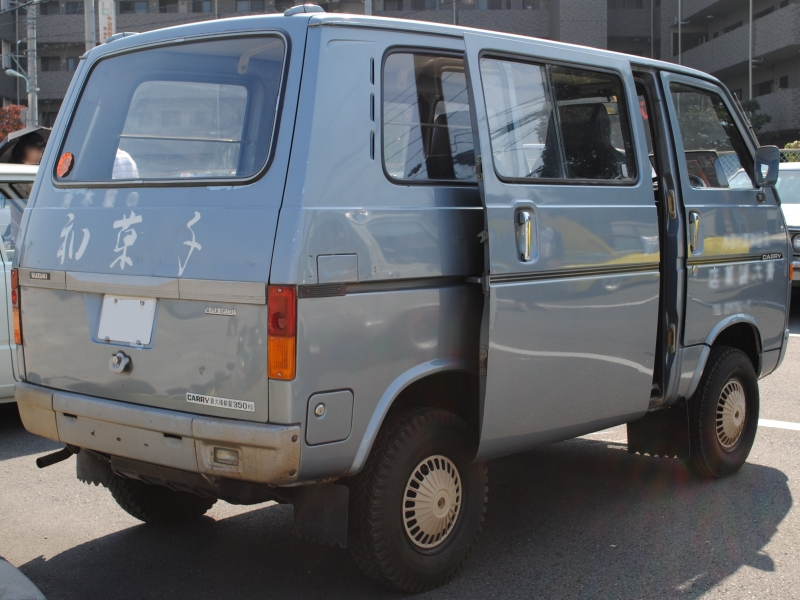
バン リア

1972年5月
フルモデルチェンジ。キャッチコピーは『力のキャリイ』。この代より三角窓を廃止。トラックのテールランプをコンビネーションタイプに変更。フロアシフトが採用され、水冷エンジンとなる。バンは荷室面積が拡大、従来のヒンジ式に代わってスライドドアが設定され、のちに5ドアも追加された。また、バンの後退灯が一灯化され、テールランプと独立したデザインに変更された。当時としては破格の角度21度の登坂力を誇る馬力を持っていた。
1974年
フロントグリルのデザインを変更。のちに現行の黄色ナンバーにも対応した改良が行われる。
1975年
キャリイ生産累計100万台達成。
1976年5月
軽自動車の規格変更に対応するために550cc化。「キャリイ55」（ST10型）として発売。ボディは360cc規格から全長のみを少し延長する。当時ではクラス唯一の3気筒エンジン。機構は水冷2サイクルのまま。ここから本格的に電動式ウインドーウォッシャーを採用した。尚、キャリイ55は販売期間が僅か4か月と非常に短い。
また海外ではL60型として、440cc29HPのエンジンを搭載したモデル（一方開、三方開、バン）が販売された。- バン リア

## 6代目 ST20型（1976-1979年）
1976年9月
キャリイトラックがフルモデルチェンジ。
5代目をベースに車幅が100mm拡大され、「キャリイWide」の愛称が付く。「キャリイ55」で採用された電動式ウィンドーウォッシャーをこの「キャリイWide」にも採用させた。
脱落式ミラーを装備。登坂能力21.3度を売りにしていた。トラックは当初一方開、三方開から販売され、FRP荷台車、パネルバンが追加されるまでST10が併売された。グレード展開は経済車、スタンダード、スーパーDXの三種であった。
1976年11月
キャリイバンがフルモデルチェンジ。
ボディは前モデルをベースに拡幅されているほか、細かい箇所でデザインが変更された。また、トラックと異なりダミーグリルを装着している。グレード展開はスタンダード、スーパーDXの二種であった。
1977年10月
マイナーチェンジ。トラックにバンと同じくダミーのフロントグリルが装備される。また最小回転半径が4.0mから3.8mに縮小された。シートも改善され、乗り心地も向上している。
1978年2月
バンにカスタムを追加。カスタムはメッキバンパーにメタリック塗装が施され、内装も普通車のようなファブリック素材を使用したシートが採用された。

## 7代目 ST30/ST31/ST40/ST41型（1979-1985年）
1979年4月
トラックのフルモデルチェンジ。5代目以来変わらなかったボディの基本設計の変更が行われた。
1979年5月
バンのフルモデルチェンジ。
1979年
バンのカスタムのボディカラー一部変更
1980年5月/8月
バンのハイルーフ仕様の追加。
1980年10月
バンの4ストローク搭載エンジン機種の追加「ST40V型・F5A型」。
1981年5月
マイナーチェンジ。
1981年7月
トラックの4ストローク搭載エンジン機種の追加「ST40型・F5A型」。
バンの仕様変更（機種構成変更。2ストローク搭載エンジン機種「ST30型」の廃止。）
1981年9月
トラックのパートタイム4WD機種の追加（ST31/ST41型）。副変速機を備えていた。
1981年10月
バンのパートタイム4WD機種（ST31型）と4ストロークエンジン搭載機種（ST40型）にガラスサンルーフ仕様の追加。
1982年11月
マイナーチェンジ。前面デザイン「下位グレード機種はグリルレス、それ以外はグリルガーニッシュ付加」及び内装を変更。初めて樹脂バンパーが採用された。
バンはエブリイとして独立する。
1983年3月
パートタイム4WD機種のST41型の一部グレード機種にリミテッドスリップデフ (LSD)を装着。
1984年1月
一部改良。全機種がグリルガーニッシュ付加の前面デザインに統一。

## 8代目 DA71T/DB71T/DA81T/DA41T/DB41T/DA51T/DB51T型（1985-1991年）
1985年3月
フルモデルチェンジ。2WDおよび4WD車の上級グレード「KC（標準ルーフ）」および「MC（ハイルーフ）」に限り、フロントディスクブレーキを標準装備。4サイクルエンジンは先代に引き続きF5A型である。
この型式より2WD車と4WD車は「D」の次に来るアルファベットの表示で区別するようになった。
1986年7月
マイナーチェンジ。4WD車にはデフロック機構およびLSDが一部に設定。また5速MT（ただし4WD車はEL: エクストラ・ロー 付）やエアコン付きも設定された。これに伴い2サイクルエンジン搭載モデルを廃止。
1987年5月
キャリイ国内販売台数累計200万台達成。
1987年6月
マイナーチェンジ。スーパーチャージャー登場。スーパーチャージャー搭載モデルに限りSOHCのまま3バルブ化されたシリンダーヘッドが与えられている。
1989年5月
マイナーチェンジ。大幅なフェイスリフトを実施。廉価グレードは丸型ヘッドランプを採用。エンジンはボア×ストロークを変更したF5B型となり、一部グレードを除き自然吸気エンジンがSOHCのまま4バルブ化。しかし、それとは対照的にスーパーチャージャー付きエンジンは2バルブとなる。4WD車は全車フロントディスクブレーキを標準装備。
OEM版のマツダ・スクラム（マツダ・ポーターキャブの事実上の後継車種）が登場する。
1990年3月
マイナーチェンジ。2度目のフェイスリフト。全グレードに丸型ヘッドランプを採用。エンジンは全車660ccのF6A型SOHC4バルブに変更され、スーパーチャージャー搭載モデルは廃止。車体寸法の基準変更にはフロントバンパーの延長等で対応したため、キャビンの広さは前モデルと変化していない。4WD車は550cc後期型同様、最廉価グレードのKUを除く全車にオートフリーホイールハブが標準装備となる。
1991年3月
マイナーチェンジ。自然吸気エンジンの出力向上。38馬力から42馬力に拡大。4WD車の「4WD」デカール表示が赤色から青色に変更。4WD車は全車オートフリーホイールハブが標準装備化された。

## 9代目 DC51T/DD51T型（1991-1999年）
1991年9月
フルモデルチェンジ。車体寸法の規格変更に対応してキャビン自体が広くなり、居住性が向上した。
先代に引き続き、スクラムとしてマツダへOEM供給される。エブリイの下位モデルとしてキャリイバンが復活（但し、トラックとはシャーシ構造が異なる）。グレード構成は最廉価グレードの「KU」、中堅グレードの「KA」、最上位グレードの「KC」、農業従事者向けに特化した「農繁キャリイ」。「KU」以外の全グレードは異形角型ハロゲンヘッドランプが標準装備となり、「KU」のみ規格型の丸型シールドビームヘッドランプが標準装備となる。4WD全車、及び2WD車の「KC」はフロントディスクブレーキが標準装備となる。
1993年9月
仕様変更。2WD全車のフロントブレーキが全車ディスクブレーキとなり、更にタイヤとホイールも12インチ化された。
1993年11月
「キャリイバン」が「エブリイ」に統合され､キャリイバンは29年の歴史に幕を下ろした。ここからキャリイはトラック、1BOXはエブリイと完全に区別される。
1995年7月
2度目の仕様変更。フロントコーナ部のポジションランプのレンズ部分がホワイトからアンバーに変更される。ホイールのPCDが変更となる（114.3mm → 100mm）。
1996年9月
キャリイ、トラックとしては初めて国内累計販売台数300万台達成。
1997年4月
レトロ調の意匠を採用したキャリイC（クラシック）を追加。
1997年5月
3度目の仕様変更。KU系グレード（2WD/4WD共に）にEPI・ターボチャージャー付エンジン搭載車を設定。ただしSOHC2バルブ。搭載上の関係でインタークーラーは装備されなかった（60ps）。

## 10代目 DA52T/DB52T/DA62T/DA63T/DA65T型（1999年- 2013年）

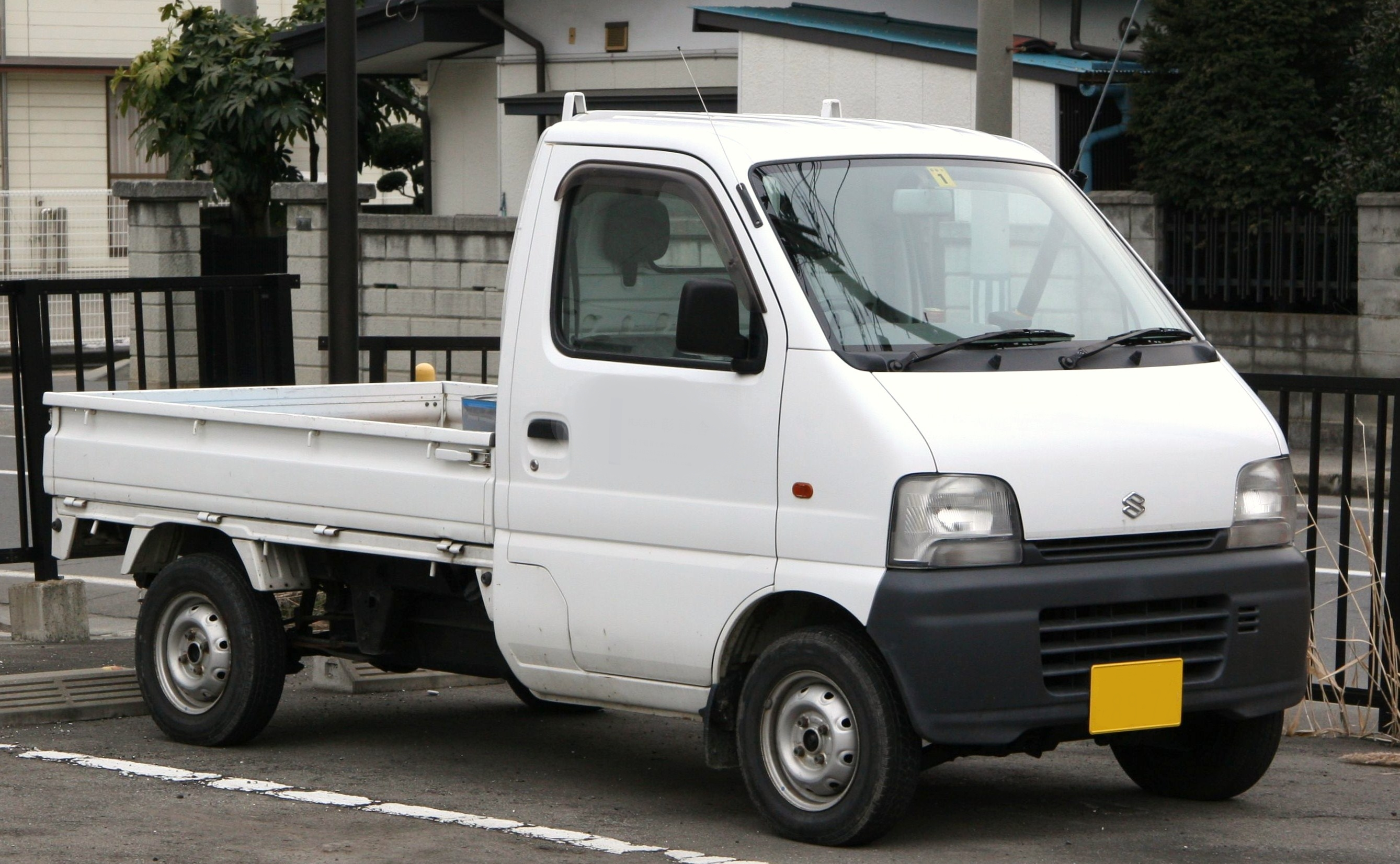
DB52型 （1999年1月～1999年11月）
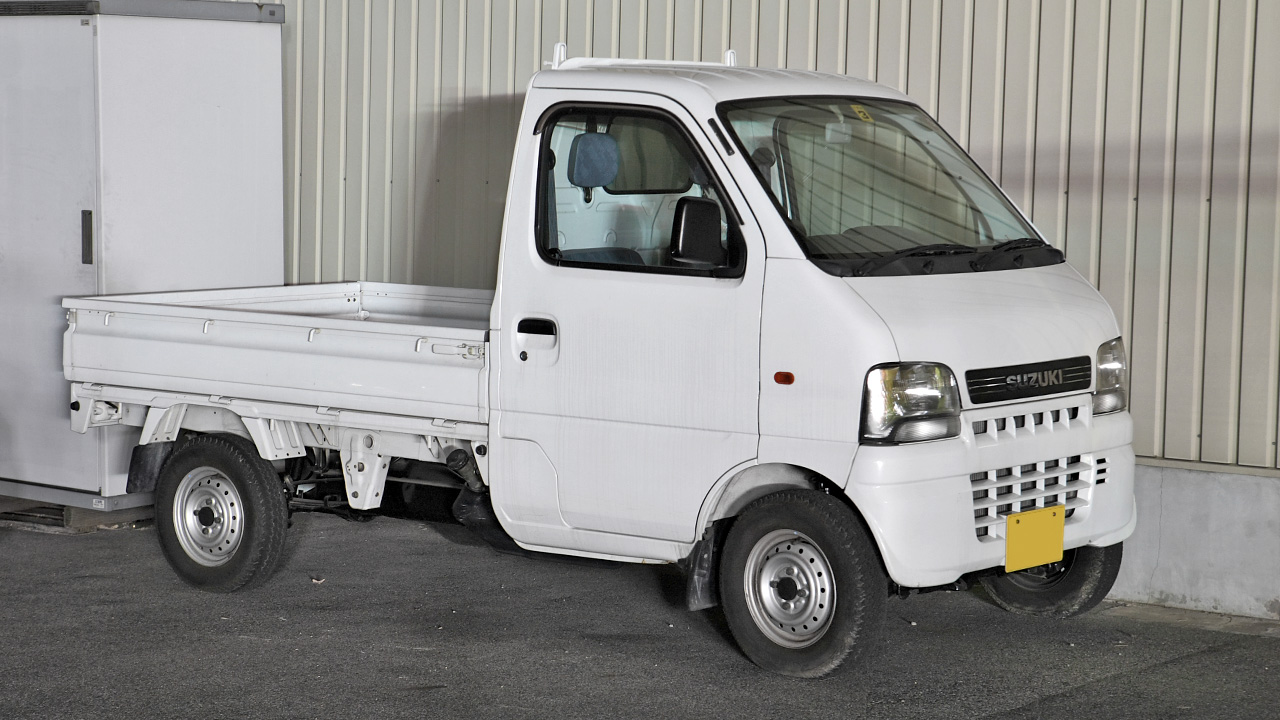
DA62T型 （2001年9月～2002年5月）
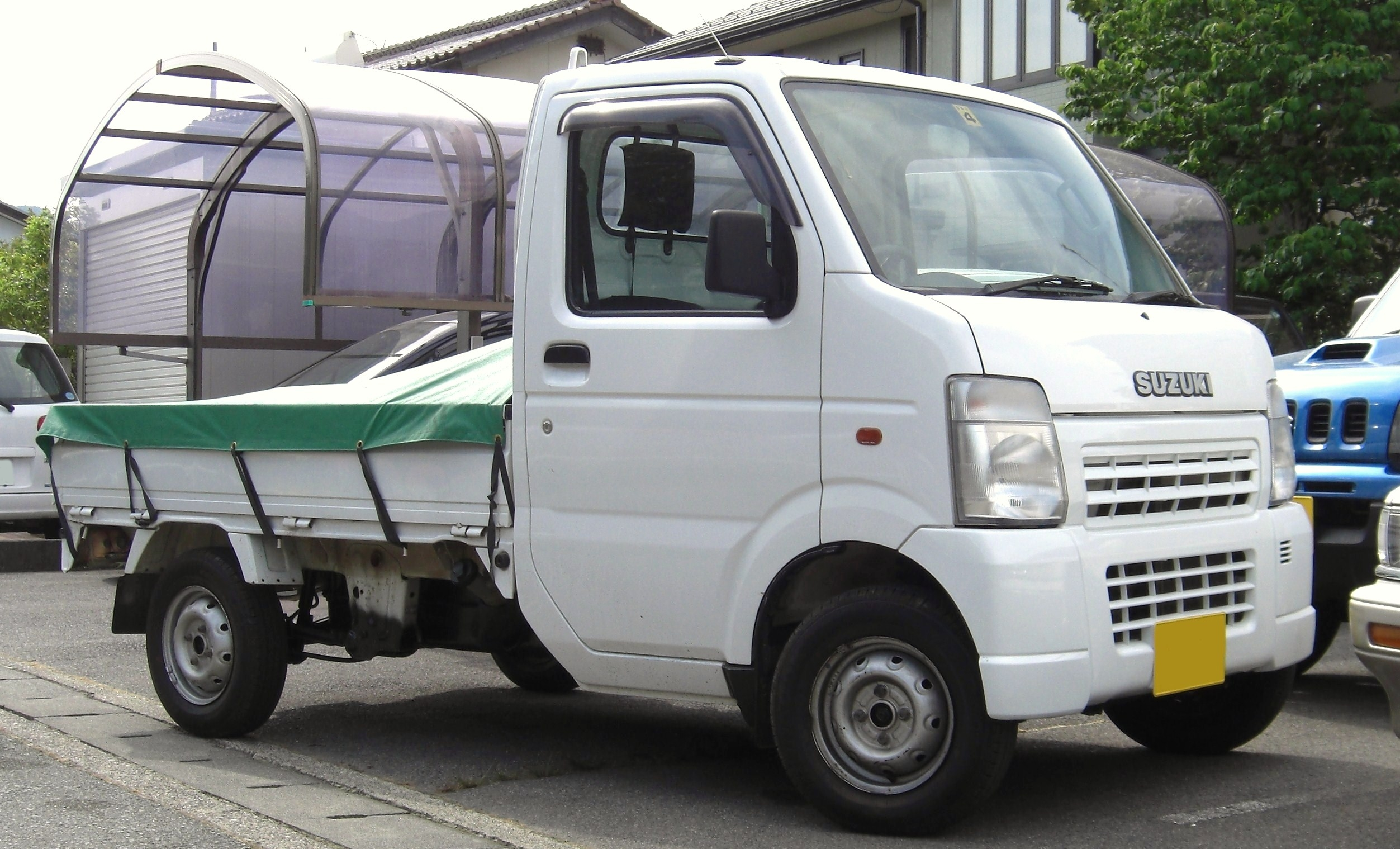
DA63T型 (2002年5月～2009年3月）
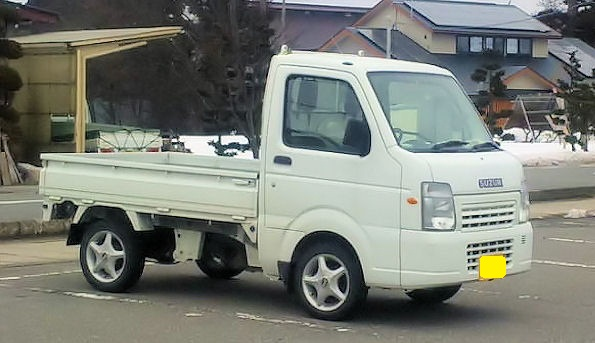
FC・DA65T型 （2005年11月～2009年3月）

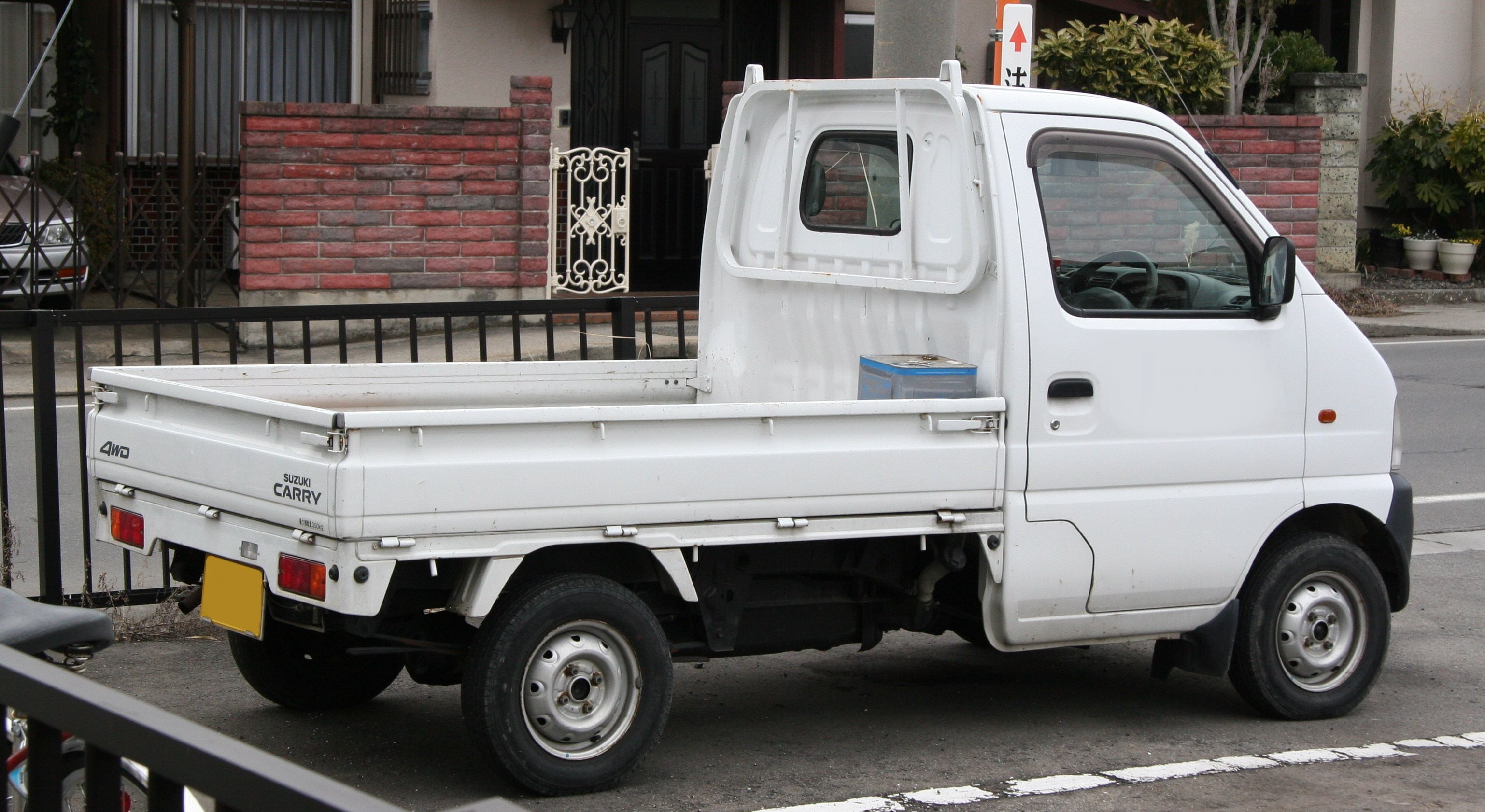
DA52T型 リヤ （1999年1月～2001年9月）
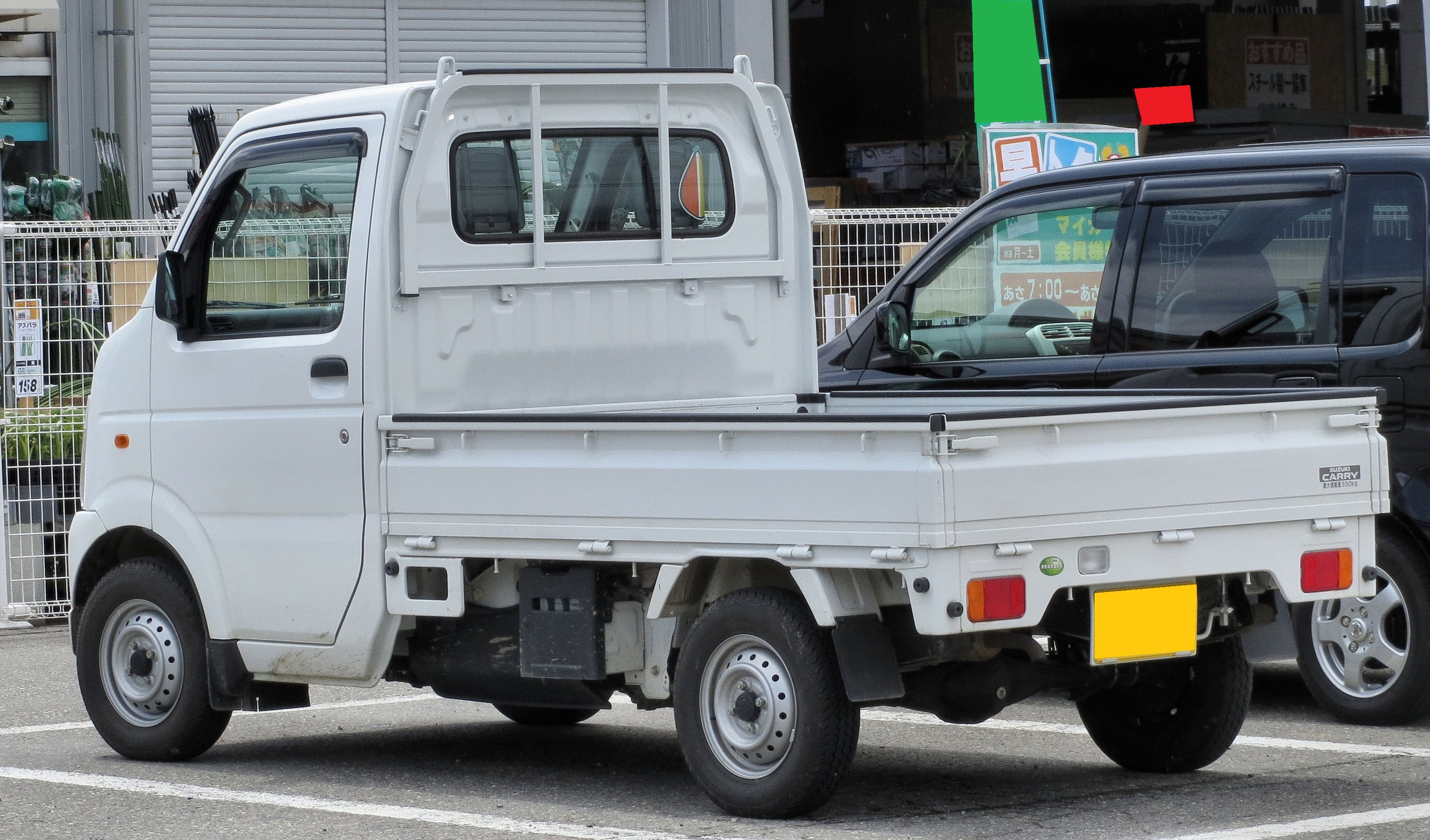
DA63T型 リア (2002年5月～2012年4月)
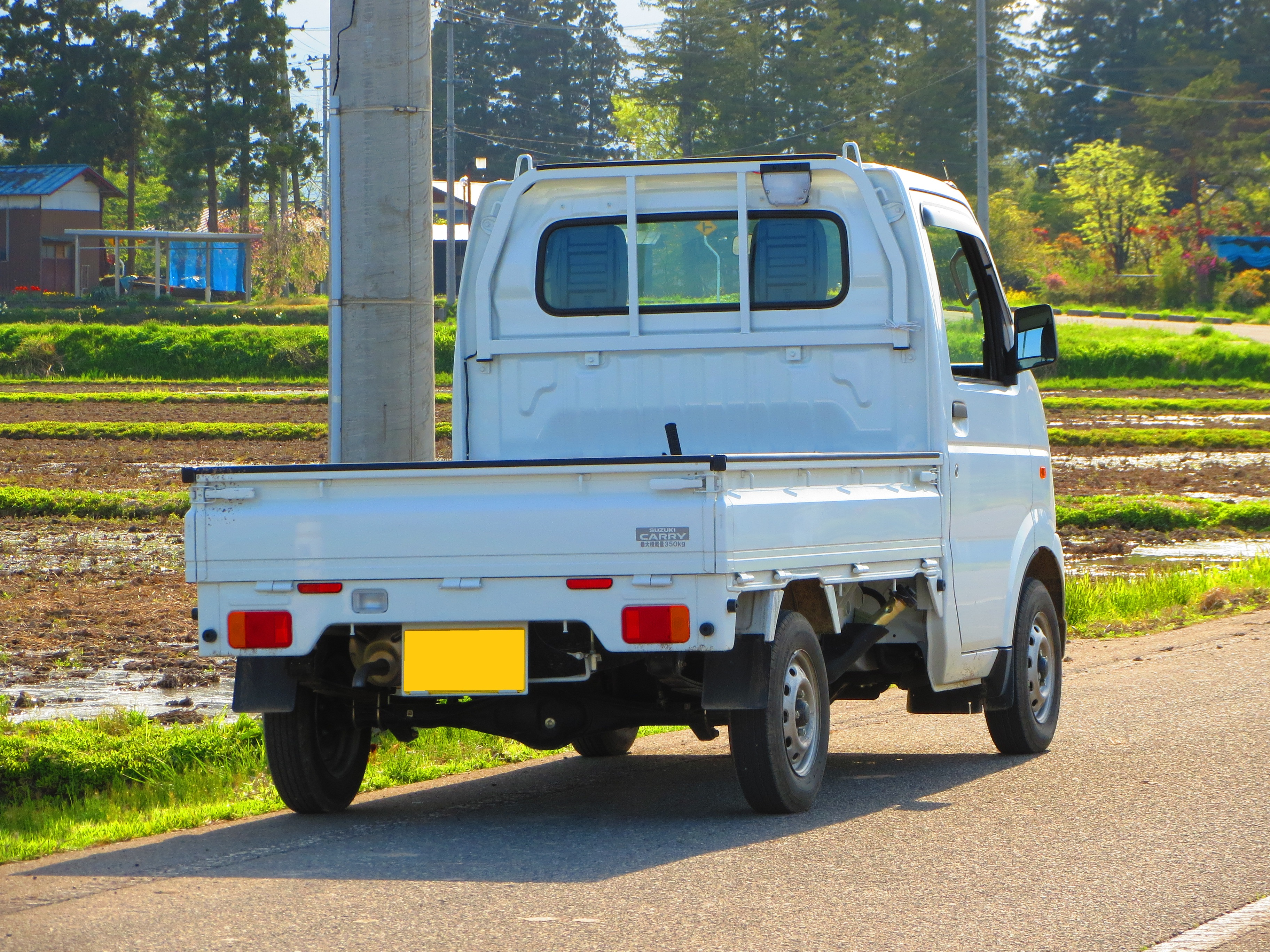
DA63T型 リヤ （2012年5月～2013年8月）
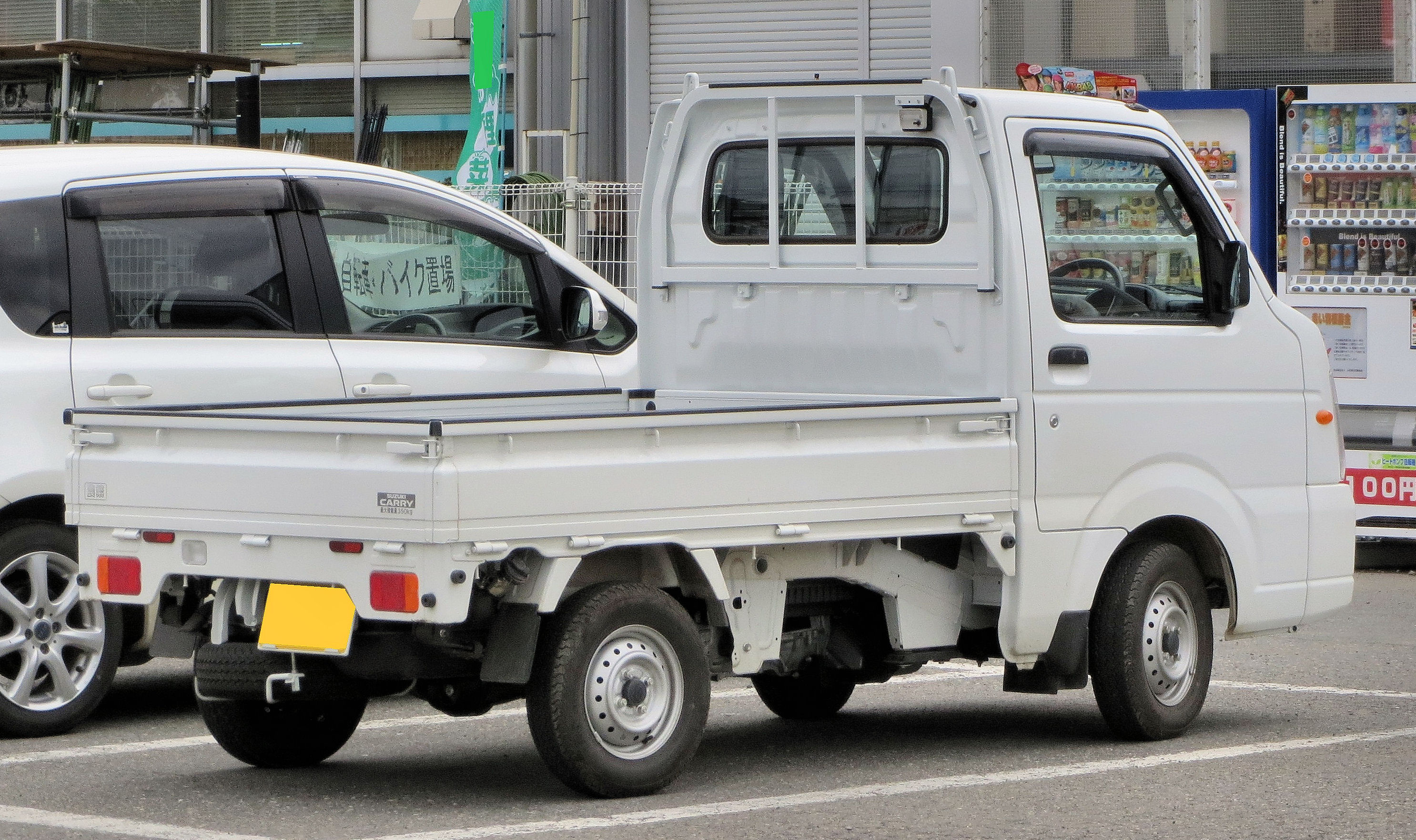
FC DA65T リヤ (2012年5月～2013年8月)

1999年1月9日
フルモデルチェンジ。
新規格に対応するため、車体を拡大すると共にセミキャブオーバータイプとなる。エンジンは先代と同じくF6A型を搭載する。ターボ車に続き自然吸気の4WD車もEPI化するが、自然吸気の2WD車は従来のキャブレター仕様のままとなる。AT車は「ターボ（パワステ付）」のみに設定されている。ターボは60psから56psになった。
1999年11月25日
マイナーチェンジ。
荷台の長さが競合他車に比べ短く不評だったため、キャビンを短縮して荷台を延長。そのため居住性が若干損なわれる。ボンネットやフェンダーなどドアを除く前部のパネルも変更され、初期型およびエブリイとの互換性を失う。フロントのエンブレムはSからSUZUKIに変更。
排出ガス規制およびグリーン税制の強化に伴い、キャブレター仕様が廃止され全車EPI化された。また、MT車にはクラッチスタートシステムを新たに装備した。グレード体系を見直し、「KA」はスタンダードタイプのみ。従来の「KA・パワステ付」、「KA・エアコン付」は「KD・パワステ付」、「KD・エアコン付」に変更し、パワステ・エアコンを装備した「KC」を追加。また、新グレードの「KD」、「KC」、既存の「KA」にAT車が設定される。
2000年5月17日
一部改良。
従来の「KA」に代わり、ラジオ付で税抜55.5万円からのお買い得グレード「KU」を追加。また、先代から継続設定されていたターボエンジン搭載車（インタークーラー無し）の「ターボ」が廃止となる。
2001年2月9日
エアコン・パワステを標準装備し、上級仕様の内装を採用した特別仕様車「KUスペシャル」を発売。
2001年9月4日
一部改良。
エンジンが全車K6A型オールアルミDOHCとなる。これにより、軽トラックでは初の「優-低排出ガス車（☆☆）」認定を取得。防錆対策を強化、純正スチールホイールのリム幅の変更により（4.00B→3.50B）最小回転半径を小さく（4.1m→3.8m）し、フロント部分に簡易型ガーニッシュ（「SUZUKI」ロゴあり）が装着され、更にインパネのデザインを一新。基本グレードは「KU」のみとなるが、従来の「農繁」を継承した「KU農繁セレクション」が新たに設定された。また、この型式より2WD車と4WD車の表示区別がなくなり、両方共"DA"となる。
2002年5月16日
マイナーチェンジ。キャビンの形状をそれまでのエブリイとほぼ共通なスタイルから大幅に変更し、発売当初と比べると実質的なフルモデルチェンジに近いビッグマイナーチェンジとなった。軽トラックでは唯一となる分離荷台を採用したことで衝撃を低減し、補修による交換も容易になった。また、1979年発売のST30から長きに渡って使われてきたテールランプの形状が変更された。当初ダンプのテールランプは変更されていないが、その後統一されている。ダッシュボードスピーカーは廃止されドアスピーカー取付け部を設けた。グレード体系に「KC」が復活。いくつかの仕様も設けられ、「KC」と「KCパワステ」の4WD・5速MT車には「農繁仕様」を、「KC」には穴あきサビ5年、表面サビ3年の長期サビ保証をつけた「重防錆仕様」、「KCエアコン・パワステ」の2WD・5速MT車には地上高605mmの低床荷台とした「低床仕様」を設定した。また、この代よりフロントバンパーには塗装はがれの心配がない白色樹脂を使用している。
2005年8月26日
一部改良。「KC」シリーズ全タイプでバッテリーカバーを追加し、AM/FMラジオを採用。「KU」を含む全車に運転席シートバックポケットを装備した。
2005年11月30日
主に農家を対象とし、フルキャブ・ショートホイールベースを採用し、旋回等の取り回し性に優れた「FC」シリーズ[DA65T]を追加。グレードは「FC」・「FCエアコン・パワステ」の2グレードで、全タイプの4WD車にはデフロック機構を追加した「農繁仕様」も設定される。「FC」に販売店装着オプションのエアコンを取り付けるとドアスピーカーの取り付けは板金を加工しない限り不可能となるため販売店での取り付けは出来ない。そのためかDIYで取り付けたユーザーの中にはダッシュボード上にスピーカーを乗せる者も存在する。なお「FCエアコン・パワステ」は取り付け可能。トランスミッションは全車5MTのみである。また、「KC」シリーズにはヘッドライトマニュアルレベリング機構を追加し、サイドターンランプの形状を変更、平成19年排ガス基準に適合した。
2006年6月
ショートホイールベース車に「FCパワステ（4WDのみ設定）」、「FCパワステ 農繁仕様」を追加。
2007年7月
「KC」の2WD・3AT車と「FC」の2WD車を廃止。
2007年12月4日
「重防錆仕様」のベースモデルが「KC」から「KCエアコン・パワステ」に変更。これにより、4WD車が追加された。
2008年4月
「KCエアコン・パワステ」に「平成17年基準排出ガス50%低減レベル（☆☆☆）」を達成した「低排出ガス仕様」を追加。
2009年4月
ラインナップが整理され、ロングホイールベース車は「KU」、「KCエアコン」、「KCエアコン・パワステ（重防錆仕様、低排出ガス仕様）」、「KC農繁仕様」を廃止。ショートホイールベース車は「FC農繁仕様」を廃止した。また、フロントのエンブレムは「SUZUKI」ロゴから「Sマーク」に変更した。
2010年5月18日
仕様変更。ラインナップを整理し、「KC」の4WD・3AT車、「KCパワステ」の2WD車を廃止。また、同日に仕様変更を実施したエブリイ・エブリイワゴンと同じく、フューエルキャップを給油時の紛失防止の為に、給油口付近とプラスチック製のひもに結ばれた形に変更した。
2011年7月1日
特装車「低温冷凍車」が一部改良された。
コンテナ左側面のドアをヒンジ式から軽自動車規格の低温冷凍車で初めてとなるワンタッチ式ロック機構付のスライド式となり、バックドアのロック機構もワンタッチ式に変更された。
2011年10月11日
初代の「スズライトキャリイ」から誕生50年を記念し、「KCエアコン・パワステ」をベースに、荷台作業灯、専用ファブリックシート表皮（撥水加工）、誕生50年記念専用デカール、デフロック機構（デフロック機構は4WD・5MT車のみ）を装備するとともに、ボディー全体の塗装に中塗りを追加し、荷台の裏側などにPVCアンダーコートを追加、アングルポストやヒンジ類にまで防錆処理を施した「重防錆仕様（穴あきサビ5年・表面サビ3年のサビ保証付）」とした誕生50年記念車「KCリミテッド」を発売。
2012年5月17日
一部改良。2012年7月からのシートおよびシートベルトに関する保安基準の改正に対応して、シートの背もたれをハイバックタイプへ変更して、ヘッドレストを大型化。また、2013年1月から施行される灯火器及び反射器等に関する法規に対応するため、後方反射板の取付が行われた。
2012年7月6日
仕様変更。ラインナップを整理し、「KCパワステ」の4WD・3AT車を廃止。これにより、3AT車は「KCエアコン・パワステ」のみとなる。
- DB52型
（1999年1月～1999年11月）
- DA62T型
（2001年9月～2002年5月）
- DA63T型
(2002年5月～2009年3月）
- FC・DA65T型
（2005年11月～2009年3月）

- DA52T型 リヤ
（1999年1月～2001年9月）
- DA63T型 リア
(2002年5月～2012年4月)
- DA63T型 リヤ
（2012年5月～2013年8月）
- FC DA65T リヤ
(2012年5月～2013年8月)

## 11代目 DA16T型（2013年 - ）
- 2013年8月29日
  - 約14年9か月ぶりとなるフルモデルチェンジを発表（同年9月20日販売開始）[17]。型式はDA16T。
  - CMキャラクターに菅原文太・はるな愛・北斗晶を起用。「働く男はキャリイだぜ」のキャッチコピーとともに、菅原主演の映画『トラック野郎』を想起させる演出がなされた。なお、菅原が生前出演した最後のCMとなった。
  - 先代では2種類存在していたボディタイプを「FC」系のフルキャブ・ショートホイールベース仕様に統合され、グレード名称を「FC」から先代のセミキャブ・ロングホイールベース仕様に用いていた「KC」に変更。併せて車体レイアウトが刷新され、フロントウィンドシールドを前方に移動し、荷台のフロントデッキを無くしたことで運転席のヒップポイントが15mm後方に移動。この他、ステアリングコラムカバーを小型化して角度を変更するなどしたことで居住空間に余裕を持たせ、ヒップポイントからの開口高とドア開放幅を拡大し、ドアの足元開口部も拡大したことで長靴を履いていてもスムーズに足のすり抜けができるようになり、ヒップポイントが低くなったことで乗り降りもしやすくなり、アームレスト付成型ドアトリムや運転席シートスライド（14段階調整可能、スライド量140mm）を採用。室内の広さを外からでもわかるように表現するため、フロントグリルの左右幅を広げ、Aピラーを細く見せ、フロントウインドシールドを下部のガーニッシュと連続させるようにした[18]。荷台はフロア長で2,030mmと広めにとり、床面地上高を650mmに低床化。また、作業性を高めるため荷台ステップを運転席側にも採用した。みち板をひっかけることができるリアゲートや補修・交換の際に荷台だけ分解できる分離荷台は先代から継承された。錆対策も強化されて先代の「重防錆仕様」に相当する性能となり、亜鉛メッキの防錆鋼板をボディ表面積の95%以上に採用したほか、軽トラックで唯一、フレームにも防錆鋼板を採用。さらに、塗装は中塗りを加えた3層塗装となったほか、ホイールハウスやフレーム側面などの下周りにはアンダーコートを、ゲート（アオリ）ヒンジ合わせ面の外周にはシーラー（充填材）を、フロントドアヒンジに防錆油を塗布。併せて、荷台を含むボディー外板の表面サビ3年・穴あきサビ5年の長期サビ保証が標準付帯された。その他、「FC」に比べてアプローチアングルを3°広く（20°→23°）し、バンバー地上高を45mm高く（275mm→320mm）したことで悪路走破性を高めた。
  - エンジンには既にMRワゴン、ワゴンR等同社の軽乗用車で採用実績があるR06A型を同社製軽貨物車で初採用した。キャリイ用のR06A型は助手席側へ傾斜させた縦置きレイアウトとして搭載され、VVT機構は吸気側のみ採用している。これにより、最高出力の向上や低中速域におけるトルクアップを実現。なお、ヘッドカバーは近年乗用車に使われている樹脂製とは異なり、従来からのアルミカバーになっている。併せて、超高張力鋼板をAピラー付近に採用し、高張力鋼板を車体とフロントサスペンションに採用。これにより、一連のフルキャブオーバータイプの軽トラックとしては業界初となる56km/hオフセット衝突法規に対応した。ラジエーター位置をシート下のエンジン直前に移動したことで、冷却水用配管の短縮、冷却水量の削減、コンデンサー（凝縮器）ファンの廃止を実現、またインパネやドアトリムの肉厚や板厚の見直しを行うなど、性能を保持しつつ徹底した軽量化を行うことで、「KCエアコン・パワステ」の4WD・5MT車は同駆動方式・トランスミッションを採用する「FCエアコン・パワステ」に比べて50kgの軽量化を実現。これにより、2WD・5MT車で18.6km/Lを実現するなど燃費性能も向上され、全車、軽トラック初となる平成27年度燃費基準を達成した。
  - マルチリフレクタータイプのハロゲンヘッドランプと運転席エアバッグを全車に採用し、インパネは中央部のオーディオスペースを高めに配置し、2DINサイズのスペースを確保[注釈 4]。その周辺に収納スペースを確保した。グレード体系は先代の「KC」シリーズの体系をほぼ踏襲し、「KC（5MT車のみの設定）」・「KCパワステ（4WD・5MT車のみの設定）」・「KCエアコン・パワステ」を設定するほか、バックブザー、アングルポストプロテクター、アッパーメンバーガード、高低速2段切換式パートタイム4WDとデフロックなどを装備した農繁仕様（4WD・5MT車のみの設定）は先代の「KCパワステ農繁仕様」に加え、「FCエアコン・パワステ農繁仕様」の後継グレードとなる「KCエアコン・パワステ農繁仕様」を追加。さらに、軽トラックで唯一の採用となるフロントマルチリフレクターハロゲンフォグランプをはじめ、CDプレーヤー（AM/FMラジオ付）、フロント2スピーカー（全グレードダッシュボードスピーカーに回帰したためグレードに関係なくスピーカー取付けが容易となる）、パワーウィンドー、パワードアロック、電子式キーレスエントリー（ハザードランプアンサーバック付）、ファブリックシート表皮、ドアポケット（運転席・助手席）、フロントメッキガーニッシュ、カラードドアミラー、カラードドアハンドル等を標準装備するとともに、4WD・5MT車には農繁仕様と同じく、高低速2段切換式パートタイム4WDとデフロックも備えた上級グレードの「KX」が新設された。また、「KCエアコン・パワステ」と「KX」には助手席SRSエアバッグ・4輪ABS・助手席シートベルトプリテンショナーのセットオプションを設定した。
  - なお、今回のフルモデルチェンジに合わせ、以前からOEM供給を行っているマツダに加え、三菱自動車工業や日産自動車へもOEM供給を行うことで基本合意したことが各社から発表された[19][20]。これにより、三菱自動車工業は電気自動車の「ミニキャブ・ミーブ（現:ミニキャブEV）」を残してガソリン軽商用車の生産から事実上撤退することとなった。（2017年に「ミニキャブミーヴ・トラック」の生産を終了し三菱自動車工業は、軽トラックの生産からも事実上完全撤退した。）これに伴い、三菱からOEM供給を受けていた日産自動車もOEM供給元がスズキに変更され、結果的に4兄弟車種となった（なお、2社とのOEM供給による基本合意には、軽ボンネットバンのエブリイも含まれる）。
- 2013年10月
  - 11代目キャリイが2013年グッドデザイン賞を受賞。
- 2013年10月16日
  - 特装車シリーズをフルモデルチェンジ[21]。
  - 「ダンプシリーズ」・「ゲートリフターシリーズ」・「食品シリーズ」・「バイクキャリイカー」の4ラインを用意されており、「ダンプシリーズ」は全車、運転席から操作できるダンプスイッチを備えた電動油圧式のダンプ機構を採用するとともに、4WD・5MT車は標準車と同じく、高低速2段切替え式パートタイム4WDを採用。一部のグレードに4WD・3AT車を新設した。ラインナップは積み下ろしが楽な低床設計で、下降時の衝撃をクッションがスムーズに吸収するクッション付シリンダーを採用した廉価仕様の「金太郎ダンプ」、深めのアオリ仕様で、格子型とパネル型の2つの鳥居が選べる「深底ダンプ」、荷台床板の厚さを3.2mmにし、アオリ部を強化した「頑丈ダンプ」、大型リアゲート上部ポストで土砂に混じる瓦礫などが詰まりにくい構造とした「浅底ダンプ」、深いアオリと大容量の荷台、観音開きリアゲートでごみ収集作業に特化した「収集ダンプ」の5タイプ（2WD・5MT車及び4WD(5MT/3AT)車をラインナップするが、「頑丈ダンプ」は4WD(5MT/3AT)車のみ、「浅底ダンプ」は4WD・5MT車のみ、「収集ダンプ」は2WD・5MT車/4WD・5MT車のみの設定）。「ゲートリフターシリーズ」はリモコンスイッチで操作できる最大リフト荷重350kgの昇降リフトを採用。アングルポストと荷台作業灯を標準装備する。前後の揺れが少ない「垂直式ゲートリフター」と弧を描いて上昇する「アーム式ゲートリフター」の2タイプを設定。「食品シリーズ」は断熱性に優れた保冷コンテナを採用し、標準車では「KX」に採用しているパワードアロック、キーレスエントリー、パワーウィンドウを標準装備する。ラインナップはコンテナに抗菌カラーアルミパネルを採用した「保冷車」、エンジン駆動の1Way又はエンジン駆動+家庭用100V電源によるモーター駆動の2Wayが選べる「冷凍車」、厚めの硬質発泡ウレタンを採用した低温冷凍コンテナと-20℃のパワフル冷凍を実現した「低温冷凍車」、コンテナ側面をショーケース化し、冷凍室・清水タンク・消毒液容器・排水タンクを完全に分離した完全分離構造を採用したキャリイ独自仕様である「移動販売冷凍車」の4タイプを設定。「バイクキャリイカー」は水に強い耐水合板やロープフック付専用キャビンガードバーを備えるなど、二輪車配送に適した仕様とした。さらに、タンクローリーなど積荷や仕事に合わせたオーダーメイドの特装車がつくれる「特装ベース車」も用意される。
- 2013年12月3日
  - 日産自動車へ2代目日産・NT100クリッパー（現:クリッパートラック）としてOEM供給を開始。
- 2014年2月24日
  - 「KCエアコン・パワステ」と「KX」に、軽トラックで初めてとなるディスチャージヘッドランプ（ハイ/ロービーム、オートレベリング機構付）を採用した「ディスチャージヘッドランプ装着車」を追加発売した[22]。
- 2014年2月27日
  - 三菱自動車工業へ7代目ミニキャブトラックとしてOEM供給を開始。これにより、日本での自動車市場では稀な4兄弟車種となった。
- 2014年8月26日
  - 「KCエアコン・パワステ」のセットオプション装着車に、新型トランスミッション「オートギヤシフト（以下、AGS）」車を追加発売（なお、AGS車では前述のディスチャージヘッドランプ装着車の設定はない）[23]。
  - AGSは5MTをベースに、クラッチやシフト操作を自動で行う電動油圧式アクチュエーターを搭載したオートメイテッドマニュアルトランスミッション（AMT）である。スズキ車ではセレリオに続いて2車種目の採用であり、日本市場向けでは初の導入となる。AT車のように駐車時やエンジン始動時に使用するPレンジやクリープ機能を採用しており、坂道発進時に車両の後退を抑えるヒルホールドコントロールも装備した。
  - さらに、コンピュータによってギアチェンジ操作を最適化することで更なる低燃費（JC08モード燃費で2WD車は19.4km/L）を実現し、軽トラック初となる「平成27年度燃費基準+10%」を達成。悪路での力強い走破性を発揮し、減速時にはMT車のようにエンジンブレーキが作動。積極的に加減速したい場合などに対応するためマニュアルモードにも切替可能で、ギア段はメーター内の液晶オド/トリップメーターで確認可能。ローギヤード化することで5MT車を上回る登坂性能を発揮し、5MTベースのため、高速走行時にエンジン回転数を低く抑えられることにより、3AT車よりも高い静粛性も実現した。
  - 併せて、仕様変更も行い、ボディカラーのシルキーシルバーメタリックを「KCエアコン・パワステ農繁仕様」にも設定できるようにしたほか、「KCエアコン・パワステ農繁仕様」と「KX」には新色として3代目ジムニーや2代目ジムニーシエラに設定されている紺色のノクターンブルーパールを追加した。
- 2015年4月1日
  - 仕様変更。「KCエアコン・パワステ」のセットオプション装着車に設定されている5AGS車において燃費基準の区分変更に対応し、「平成27年度燃費基準+15%」を達成した。
- 2015年8月20日
  - 一部改良（2型）[24]。
  - エンジン制御の変更等により全車で燃費を向上し、5AGS車は軽トラック初の「平成27年度燃費基準+20%」を、5MT車は「平成27年度燃費基準+5%」をそれぞれ達成。また、5AGS車には2速発進モードが追加された。
  - 防錆性能も強化し、亜鉛メッキの防錆鋼板をキャビンのアウトサイドパネルとアングルポストにも採用したことでボディ表面積の100%を防錆鋼板化。さらに、左右の荷台ステップの下に平シート用フックを追加し、荷台フックをリアゲート中央上部にも追加。シートクッションを大型化した。
  - 特装車シリーズもベース車同様の一部改良を行ったほか、ダンプシリーズにはリフト機構を備えた「リフトダンプ」を新たに追加した（4WD・5MT車のみの設定、同年10月生産開始）
- 2016年8月10日
  - 一部仕様変更並びに誕生55周年記念特別仕様車「KCスペシャル」・「農繁スペシャル」を発売。
  - 「KCエアコン・パワステ」のセットオプション装着車にのみ設定されていた5AGS車を「KX」のセットオプション装着車にも設定（「KCエアコン・パワステ」の場合と異なり、ディスチャージヘッドランプとの同時設定も可能）。併せて、ボディカラーには「KX」専用色として、「ブルーイッシュブラックパール3」と3代目エブリイワゴンに採用されている「ガーデニングアクアメタリック」を追加し、5色展開となった。
  - 特別仕様車は「KCエアコン・パワステ」及び「KCエアコン・パワステ農繁仕様」をベースに、上級グレードの「KX」に装備されているカラードドアミラー、シートライザーカーペット（運転席・助手席）、パワーウインドー（ロック機構/運転席オート・挟み込み防止機構付）、パワードアロック、電波式キーレスエントリー（ハザードランプアンサーバック付）、ドアポケット（運転席・助手席）を特別装備するとともに、メッキドアハンドルとシルバーインサイドドアハンドルも特別装備し、フロントガーニッシュをブラックメッキ化した。ボディカラーはベース車のラインナップに加え、「KX」専用の新色ブルーイッシュブラックパール3とガーデニングアクアメタリックを特別色として設定したほか、「KCスペシャル」は「KCエアコン・パワステ農繁仕様」・「KX」専用色の「ノクターンブルーパール」も特別色として設定した。
- 2017年11月13日
  - 一部改良（3型）[25]。
  - 従来は「KCエアコン・パワステ」と「KX」にセットオプション設定となっていた助手席SRSエアバッグ、助手席シートベルトプリテンショナー、4輪ABSを全車に拡大して標準装備化。さらに、アクセサリーソケットが全車に標準装備され、グローブボックスは深底・大型化。「KX」はCDプレーヤー（AM/FMラジオ付）を2DINサイズ[注釈 5]に変更された。メーカーオプションのディスチャージヘッドランプは「KX」のみの設定となった。
  - ボディカラーは「シルキーシルバーメタリック」を特装車シリーズの「金太郎ダンプ」にも設定された。
  - なお、特別仕様車の「KCスペシャル」と「農繁スペシャル」はベース車の一部改良を受けて継続販売される。
- 2017年9月22日
  - 「第45回東京モーターショー2017」に「キャリイ軽トラいちコンセプト」を出品[26]。
- 2018年5月16日
  - 2代目スペーシア/スペーシアカスタムやクロスビーでも採用されている超音波センサーを後方だけでなく前方にも備えた誤発進抑制機能及び軽トラック初の後方誤発進抑制機能が採用され、「KX」及び特別仕様車の「KCスペシャル」と「農繁スペシャル」は標準装備、「KCパワステ」・「KCエアコン・パワステ」・「KCパワステ農繁仕様」・「KCエアコン・パワステ農繁仕様」はセットでメーカーオプション設定された。
  - 同時に、派生モデルとなる「スーパーキャリイ」が発表・発売された（詳細後述）。
- 2019年9月2日
  - 一部仕様変更（4型）（9月17日発売）[27]。
  - 安全装備が強化され、軽トラックで初めて夜間の歩行者検知に対応した衝突被害軽減ブレーキ「デュアルカメラブレーキサポート」をはじめ、車線逸脱警報、ふらつき警報機能、先行車発進お知らせ機能、ハイビームアシスト、ESP（車両走行安定補助システム）、オートライトシステム、ヒルホールドコントロール（3AT車のみ）が新たに採用され、「KX」及び特別仕様車「KCスペシャル」・「農繁スペシャル」に標準装備、「KCパワステ」・「KCエアコン・パワステ」・「KCパワステ農繁仕様」・「KCエアコン・パワステ農繁仕様」は「スズキ セーフティ サポート」としてメーカーオプション設定された（本オプションを装備した場合、前述した誤発進抑制機能と後方誤発進抑制機能も一緒に装備される。なお、誤発進抑制機能は「デュアルカメラブレーキサポート」の搭載に伴い、超音波センサー方式からステレオカメラ方式に変更される）。
  - ボディカラーは「KX」及び特別仕様車の「KCスペシャル」・「農繁スペシャル」に設定のガーデニングアクアメタリックに替わり、クールカーキパールメタリックが設定された。
  - ヒーターコントロールパネルがダイヤル式に変更され、「KX」はフォグランプベゼルがメッキに変更された。
  - なお、今回の一部仕様変更に伴い、「KCエアコン・パワステ」と「KX」に設定されていた5AGS車が廃止された。
- 2020年10月
  - JAグループ向け仕様「JAキャリイ」を発売[28]。
  - 「KCエアコン・パワステ農繁仕様」と「KCエアコン・パワステ（4WD・3AT車）」をベースに、「JA」のマークを付記し、「KCエアコン・パワステ」には「KCエアコン・パワステ農繁仕様」で標準装備されている荷台作業灯、アングルポストプロテクター、アッパーメンバーガード、リアゲートチェーン、バックブザーが標準装備される。
  - JAグループ向けの軽トラック（営農車）は長らく、SUBARUがサンバートラックをベースとした「JAサンバー（旧:営農サンバー）」が発売されていたが、「JAキャリイ」の導入で営農車が複数車種のラインナップとなり、スズキとしても初の特定ルート向け車種の設定となった。
- 2021年8月2日
  - 一部仕様変更（5型）（8月18日発売）[29]。
  - 従来は「KX」専用装備だったメッキフロントガーニッシュを「KCエアコン・パワステ」・「KCエアコン・パワステ農繁」にも拡大。また、新機能として、ぬかるみなどで駆動輪の左右どちらが空回りしたとシステムが検知した時に自動で作動し、空回りする方にブレーキをかけることでもう一方に駆動力を伝達して脱出をアシストする「ぬかるみ脱出アシスト（ブレーキLSDコントロール）」を「KC」（エアコン・パワステを含む）と従来からデフロックを装備する4WD・5MT車を除く「KX」に標準装備され、ヒルホールドコントロールは「KCエアコン・パワステ」の3AT車は標準装備化され、5MT車（「KX」は標準装備、「KCエアコン・パワステ」・「KCパワステ農繁仕様」・「KCエアコン・パワステ農繁仕様（4WD・5MT車のみ）」は「スズキ セーフティ サポート」としてメーカーオプション設定）にも設定が拡大された。「KCエアコン・パワステ農繁仕様」は従来メーカーオプション設定だった強化リアサスペンション（4枚リーフスプリング）が標準装備化され、新たに4WD・3AT車が追加設定された（なお、4WD・3AT車は「スズキ セーフティ サポート」の装備品はすべて標準装備となり、4WD・5MT車に装備されているデフロックが装備されないため、「ぬかるみ脱出アシスト」も装備される）。なお、ESPとオートライトシステムは「スズキ セーフティ サポート」から切り離され、全車標準装備された。
  - 特別仕様車「KCスペシャル」・「農繁スペシャル」及び特装車もベース車に準じた一部仕様変更が行われたが、特装車「金太郎ダンプ」の4WD・5MT車は他の一部グレードと同様、デフロックが装備されているため「ぬかるみ脱出アシスト」が非装備となる。
  - また、初代FB型の誕生から60周年を祝した特別仕様車「60周年記念車」を新たに設定。「KCスペシャル」や「農繁スペシャル」と共通の特別装備品に加えてディスチャージヘッドランプと強化リアサスペンション（4枚リーフスプリング）も特別装備され、トランスミッションをキャリイで初の4ATに変更。これにより、エンジン回転数が低くなり、燃費や静粛性を向上。「KCスペシャル」の3AT車に比べ、JC08モードの燃料消費率で0.8km/L向上された。
  - なお、今回の一部仕様変更により排出ガス・燃料消費率がWLTCモードに対応（平成30年排出ガス規制適合、3AT車はJC08モードの燃料消費率も併記）。グレード体系の整理により、4WD・5MT専用の「KCパワステ」を廃止、「KX」・「KCスペシャル」のディスチャージヘッドランプ装着車と「KC」は受注生産となった。
- 2022年4月7日
  - 一部仕様変更（6型）[30]。
  - AT車は「60周年記念車」で先行採用されていた4速へ多段化するとともに、停車時アイドリングストップ機構を搭載した。また、「KX」はメーカーオプション設定のヘッドランプをディスチャージからLEDへ変更された。特別仕様車の「KCスペシャル」と「農繁スペシャル」もベース車に準じた仕様変更を受けて継続販売され、「KCスペシャル」は「KX」同様にメーカーオプション設定のヘッドランプをLEDに変更した。
  - 特装車は特装ベース車を除くモデルに「スズキ セーフティ サポート」が設定され、食品シリーズ（冷凍車系・保冷車）と垂直式ゲートリフターは標準装備、ダンプシリーズは浅底ダンプ・清掃ダンプ・リフトダンプに標準装備、金太郎ダンプと頑丈ダンプにメーカーオプション設定された（ダンプシリーズの誤発進抑制機能は前方のみ対応）。併せて、ダンプシリーズと垂直式ゲートリフターにはパワーウインドー、電波式キーレスエントリー、パワードアロックも装備された。
- 2023年7月3日
  - 「KX」及び特別仕様車の「KCスペシャル」・「農繁スペシャル」のボディカラーにスペーシアベース設定色のモスグレーメタリックを追加設定することを発表（同年8月発売）。6色展開となる[31]。
- 2024年4月19日
  - 一部仕様変更（7型）[32]。
  - グレード体系が整理され、5MT専用グレードの「KC」・「KCパワステ農繁仕様」と特別仕様車の「KCスペシャル」・「農繁スペシャル」を廃止。これにより、エアコンとパワーステアリングは全車標準装備となった。
  - 「スズキ セーフティ サポート」を従来はオプション設定だった「KCエアコン・パワステ農繁仕様」の5MT車と「KCエアコン・パワステ」にも標準装備化され、「スズキ セーフティ サポート非装着車」のメーカーオプションが設定された（「KCエアコン・パワステ」の「スズキ セーフティ サポート非装着車」は受注生産）。また、後方誤発進抑制機能にブレーキ制御が追加された。
  - 従来は4AT車のみだった停車時アイドリングストップシステムを5MT車にも拡大して装備され、従来は「KX」のみの装備だった電波式キーレスエントリー、パワードアロック、パワーウインドーを「KCエアコン・パワステ」・「KCエアコン・パワステ農繁仕様」にも拡大して装備。「KX」は従来メーカーオプション設定だったLEDヘッドランプが標準装備化され、ドアミラーが電動格納式リモコンへグレードアップされた。ボディカラーはノクターンブルーパールと入れ替わりでデニムブルーメタリックが設定された。
  - 特装車はダンプシリーズにおいて従来は「金太郎ダンプ」の4WD・5MT車のみの設定だったデフロック機構を「頑丈ダンプ」と「清掃ダンプ」の4WD・5MT車、「浅底ダンプ」、「リフトダンプ」にも拡大して装備された。
- 2025年7月10日
  - エブリイ/エブリイワゴンと共にボディカラーの追加を発表（8月発売）[33]。
  - クールカーキパールメタリックを廃止する代わりに、新規色となるツールオレンジとアイビーグリーンメタリックを追加。7色展開となった。

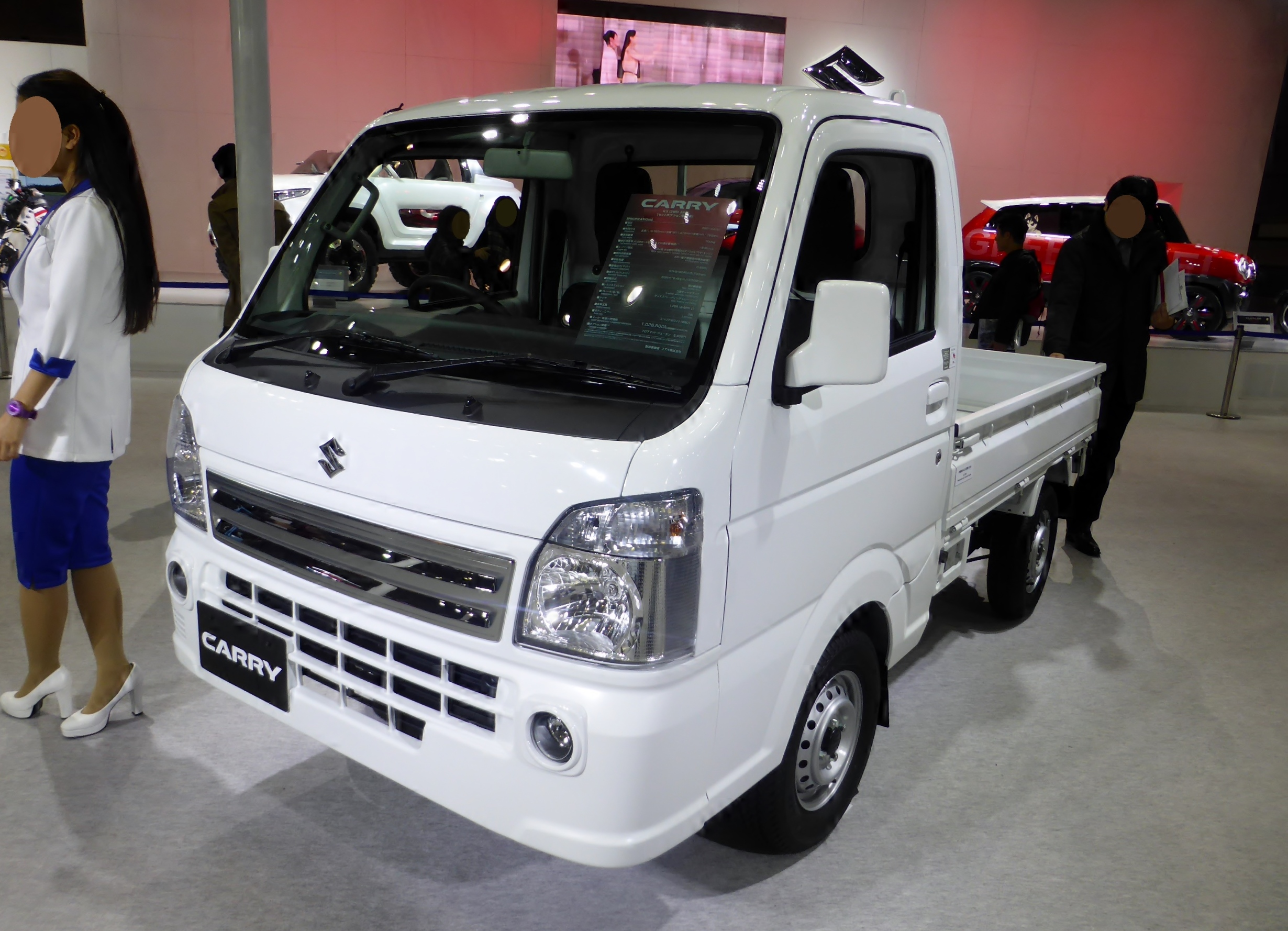
KX（大阪モーターショー出展車）
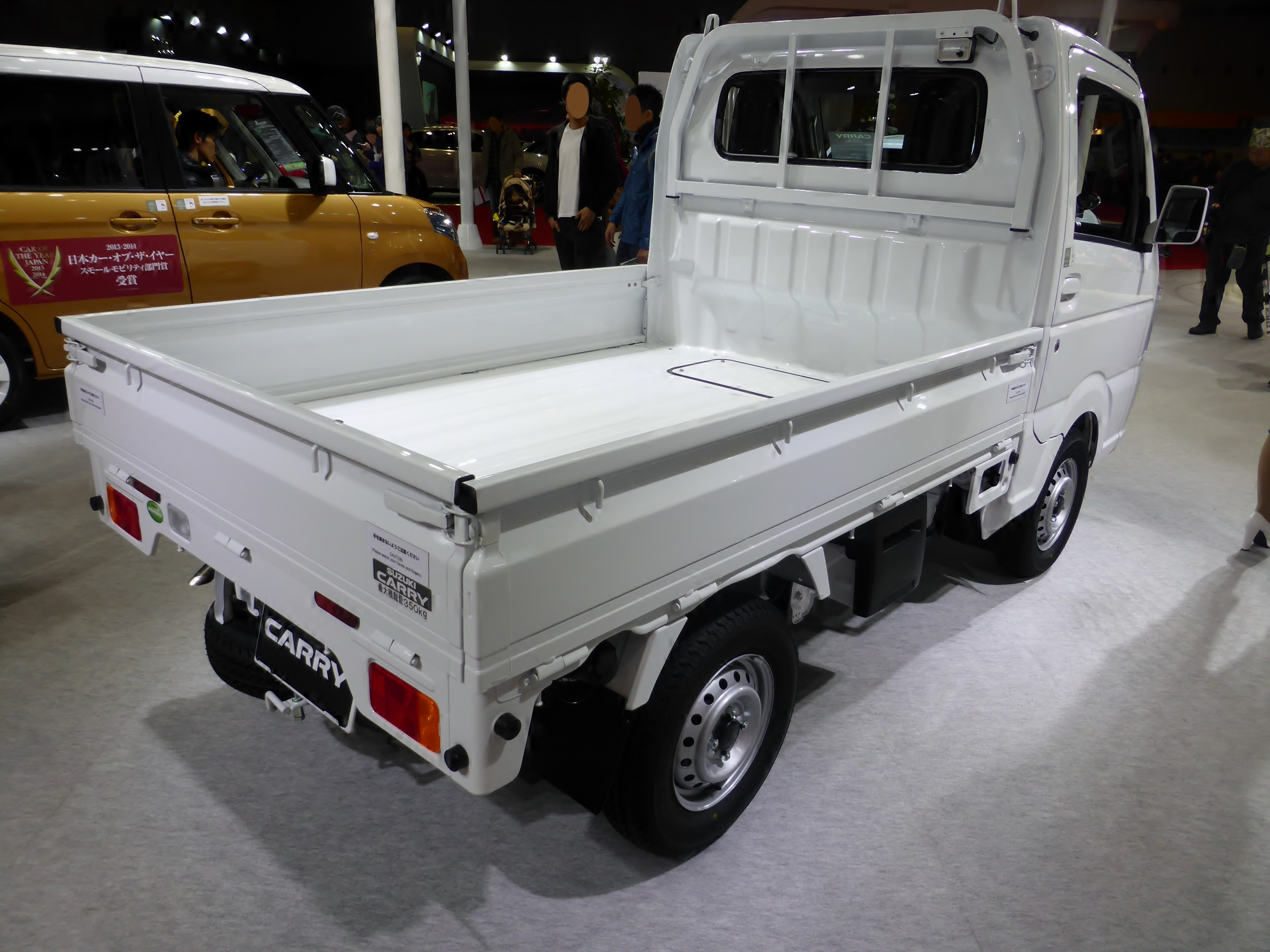
2013年8月販売型 KX リヤ
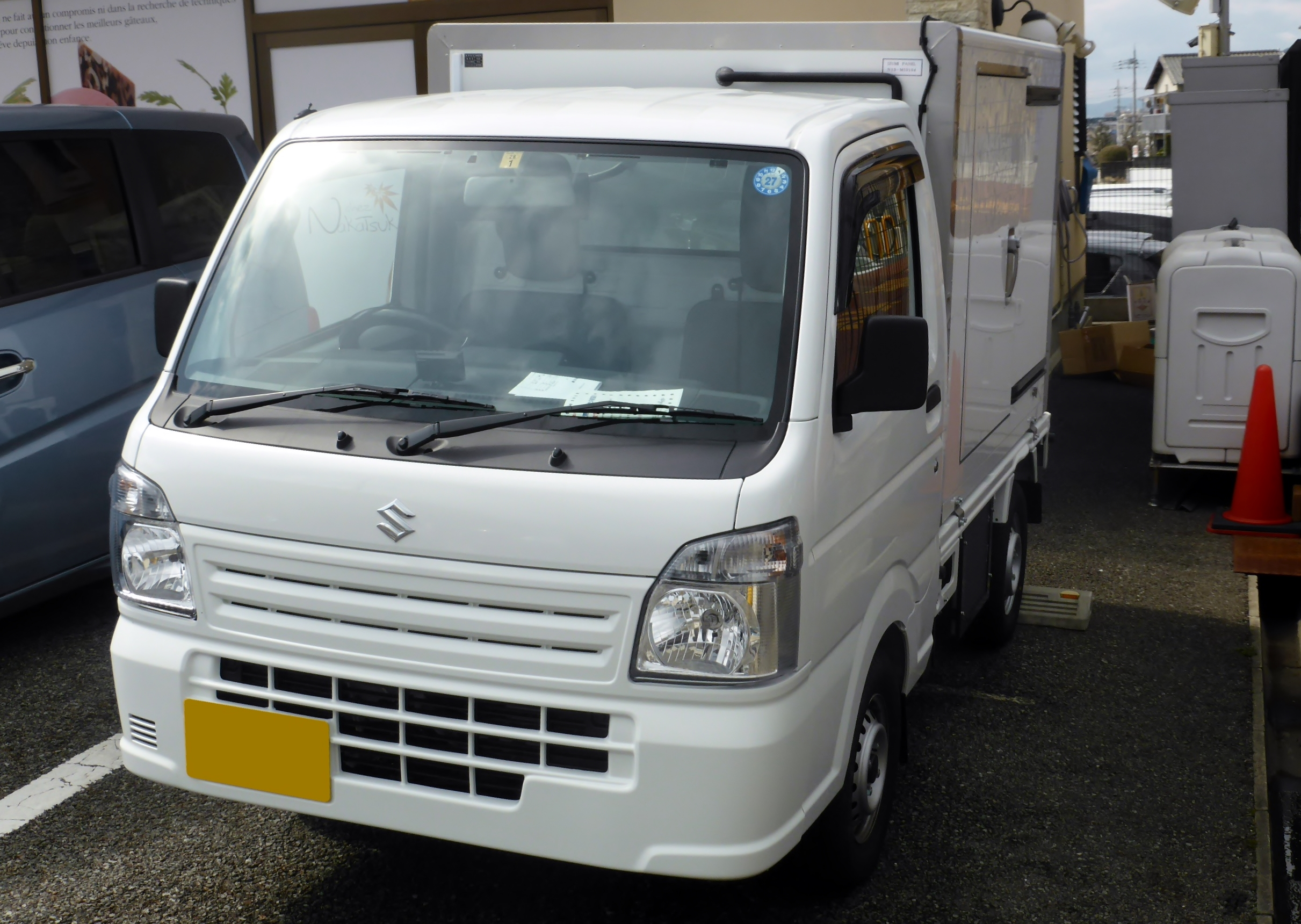
冷凍車
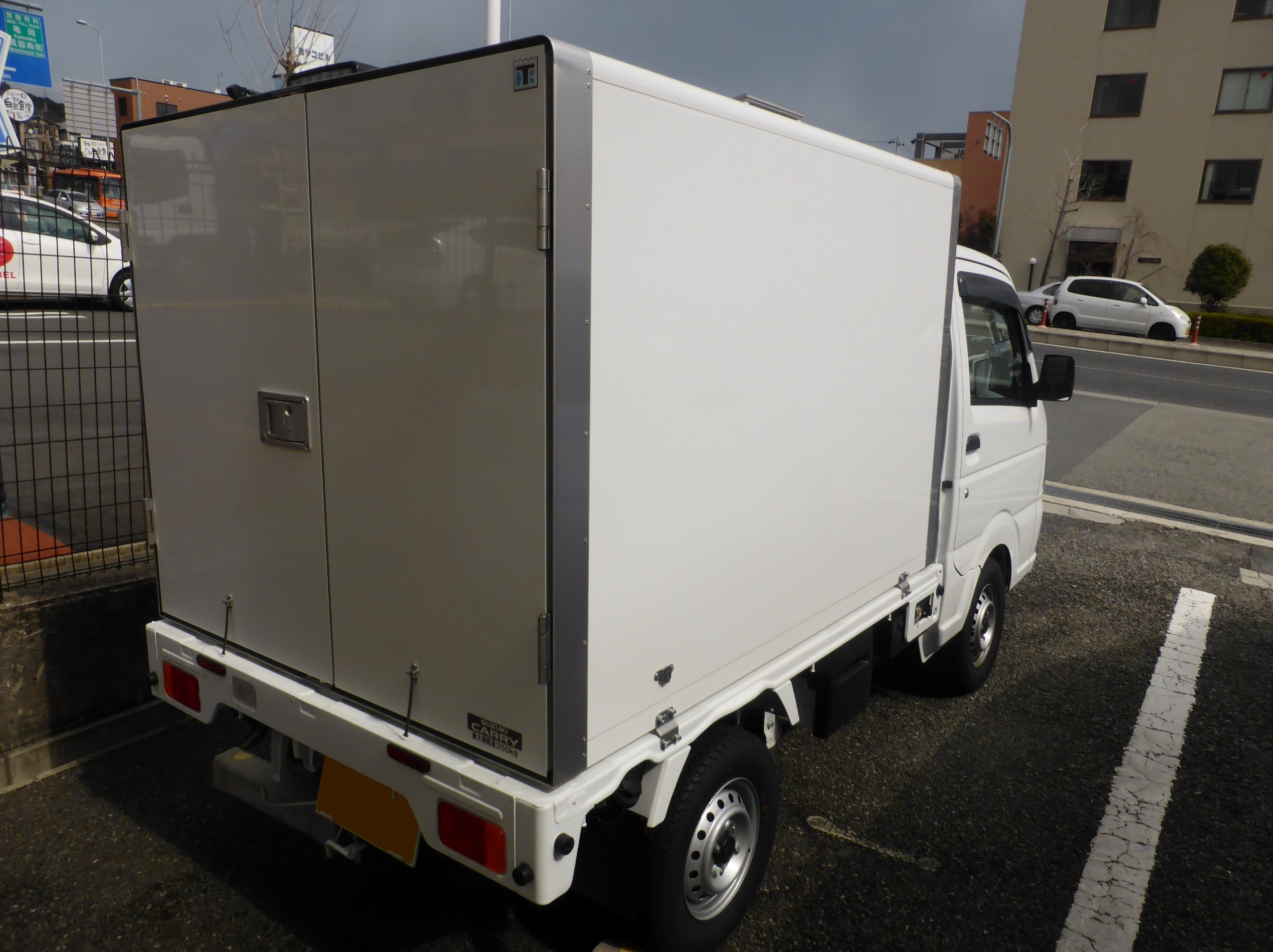
冷凍車 リヤ
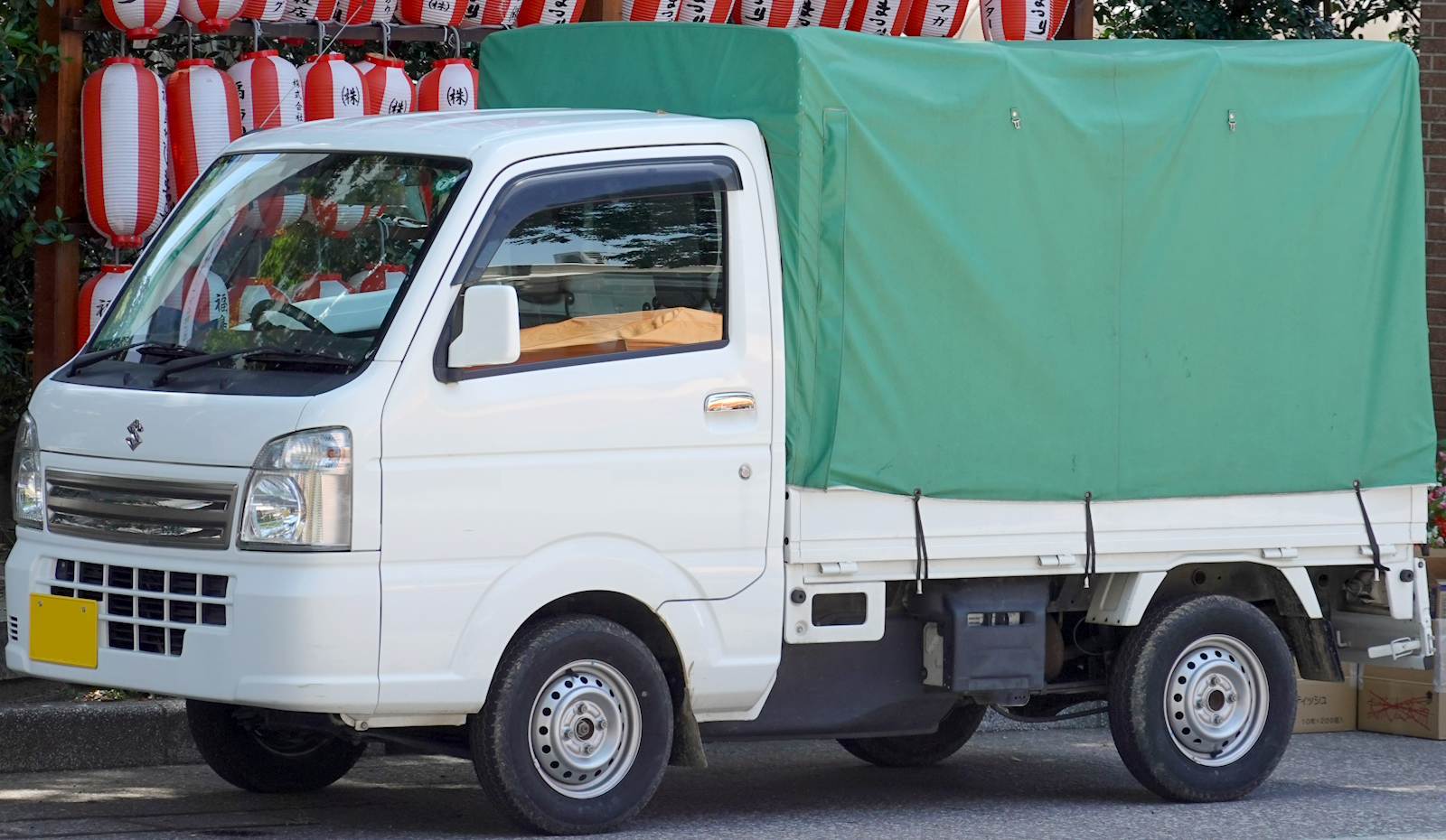
2019年9月改良型 KCスペシャル
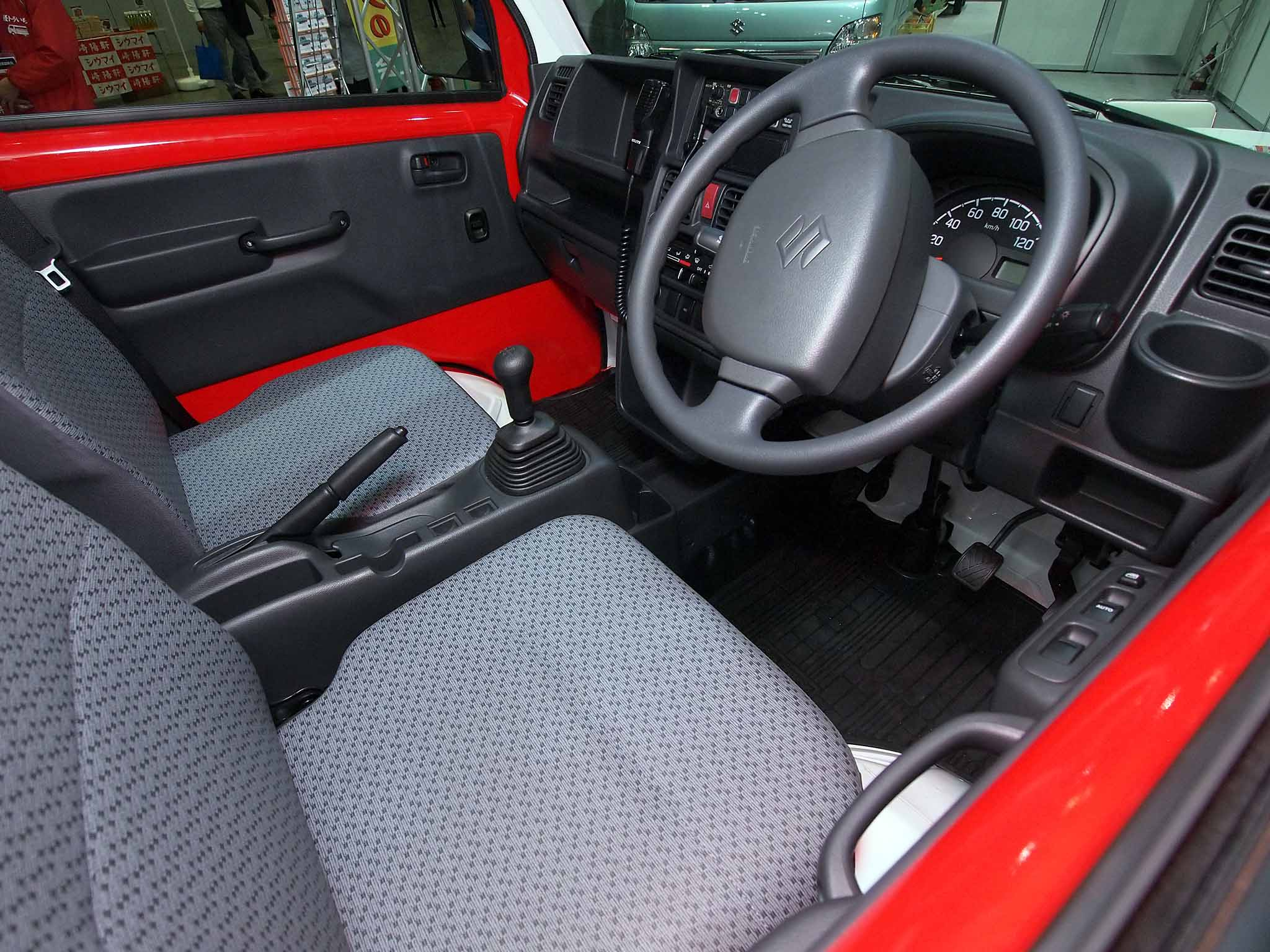
特装車 内装

### 国外仕様 DC61T/DN61T型 （2019年- ）
2019年4月25日にインドネシアで発表。メガキャリイ/APVピックアップの後継車で、軽規格より一回り大きなボディに直列4気筒1.5 Lエンジンが搭載される。2021年1月21日にフェイスリフトや装備の充実化がなされた改良型が発売された。

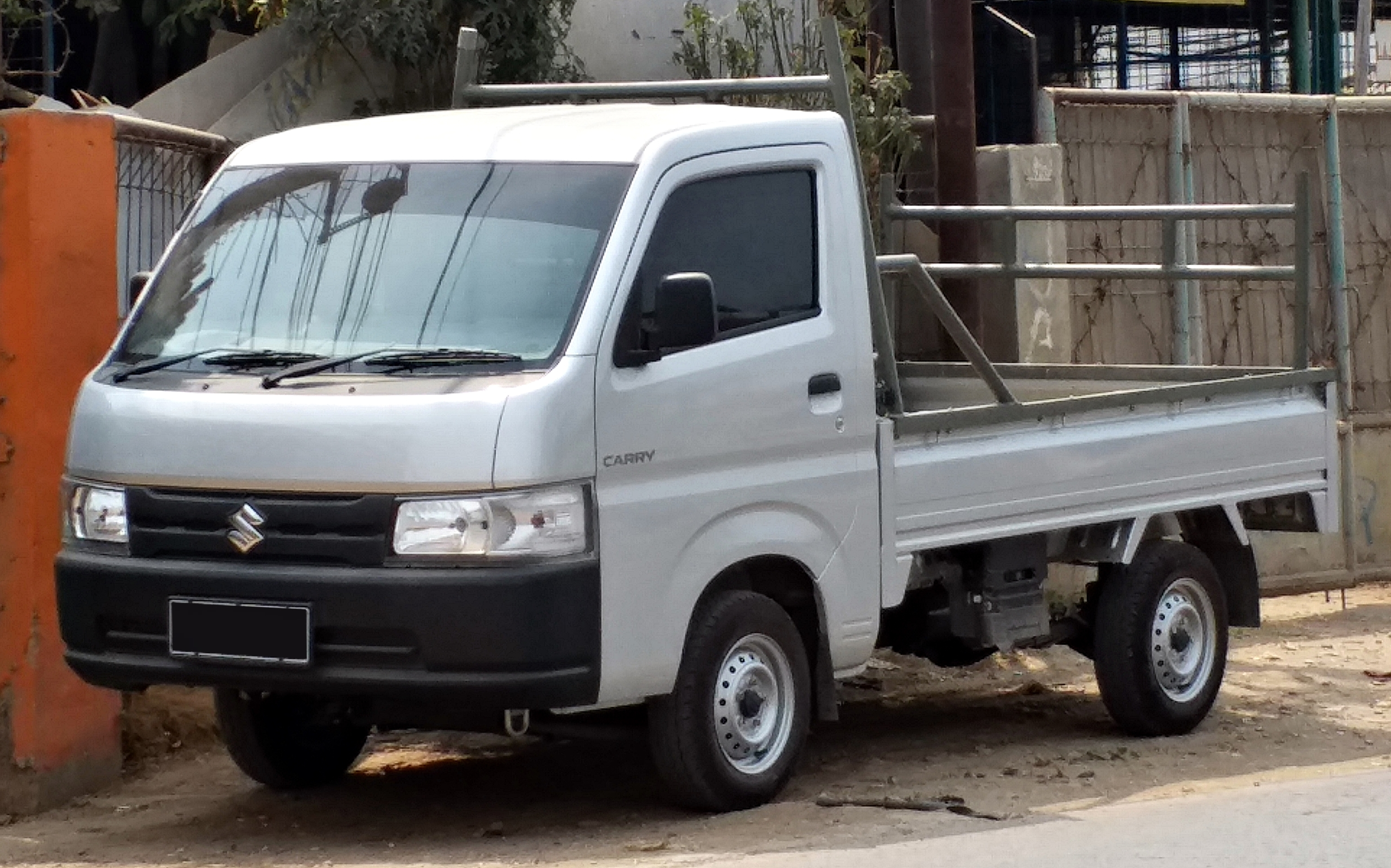
国外仕様
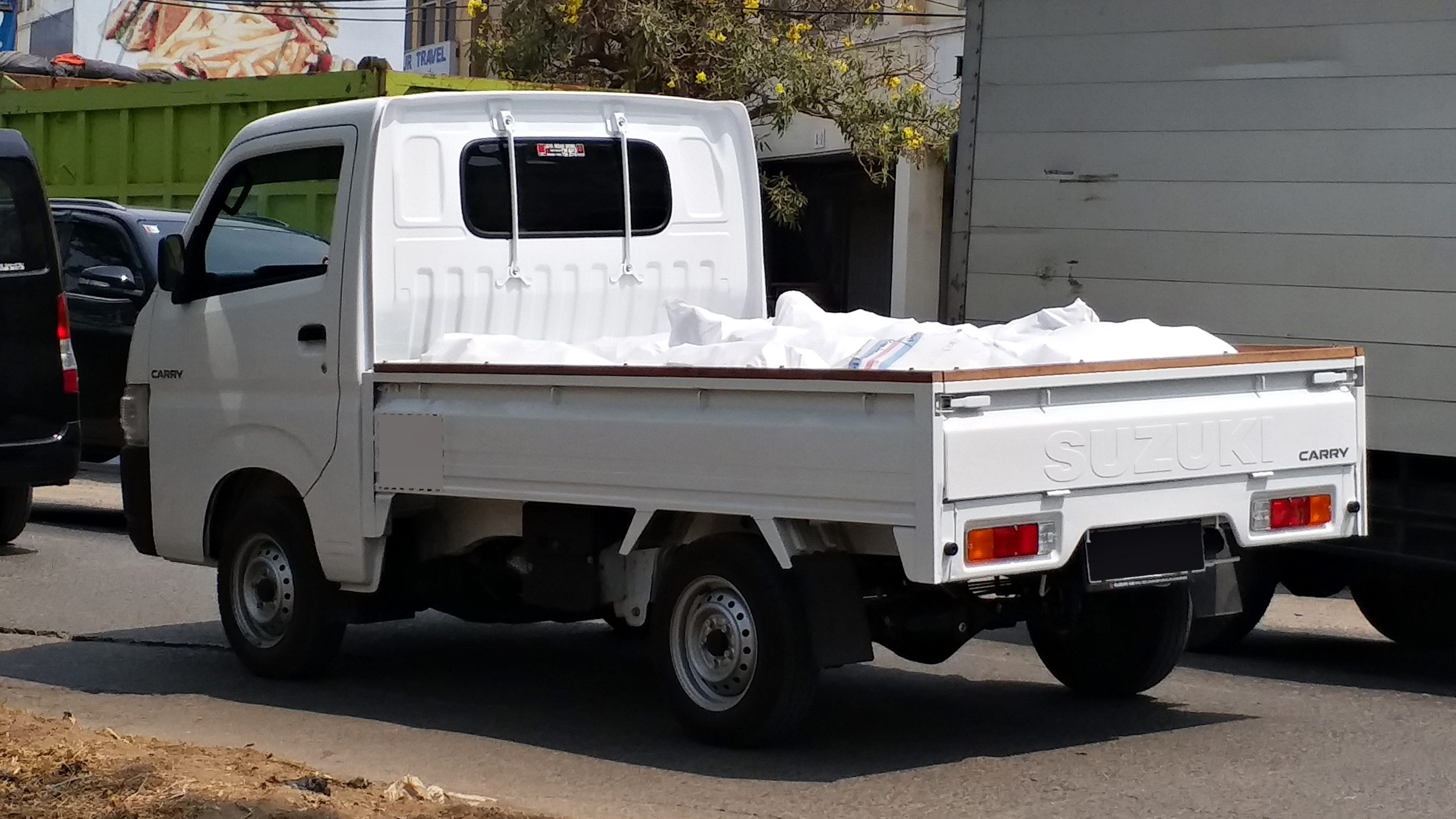
リア
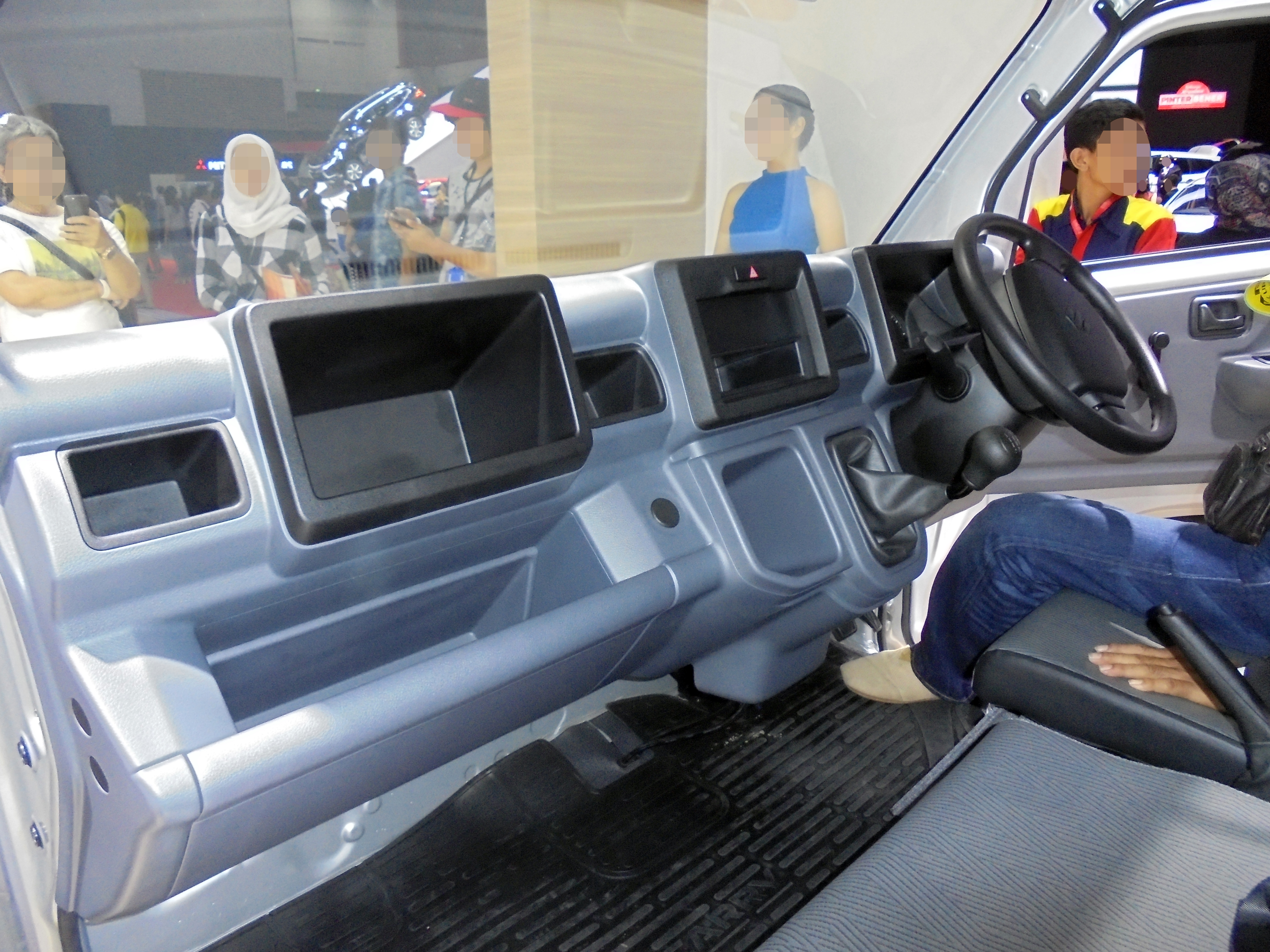
内装
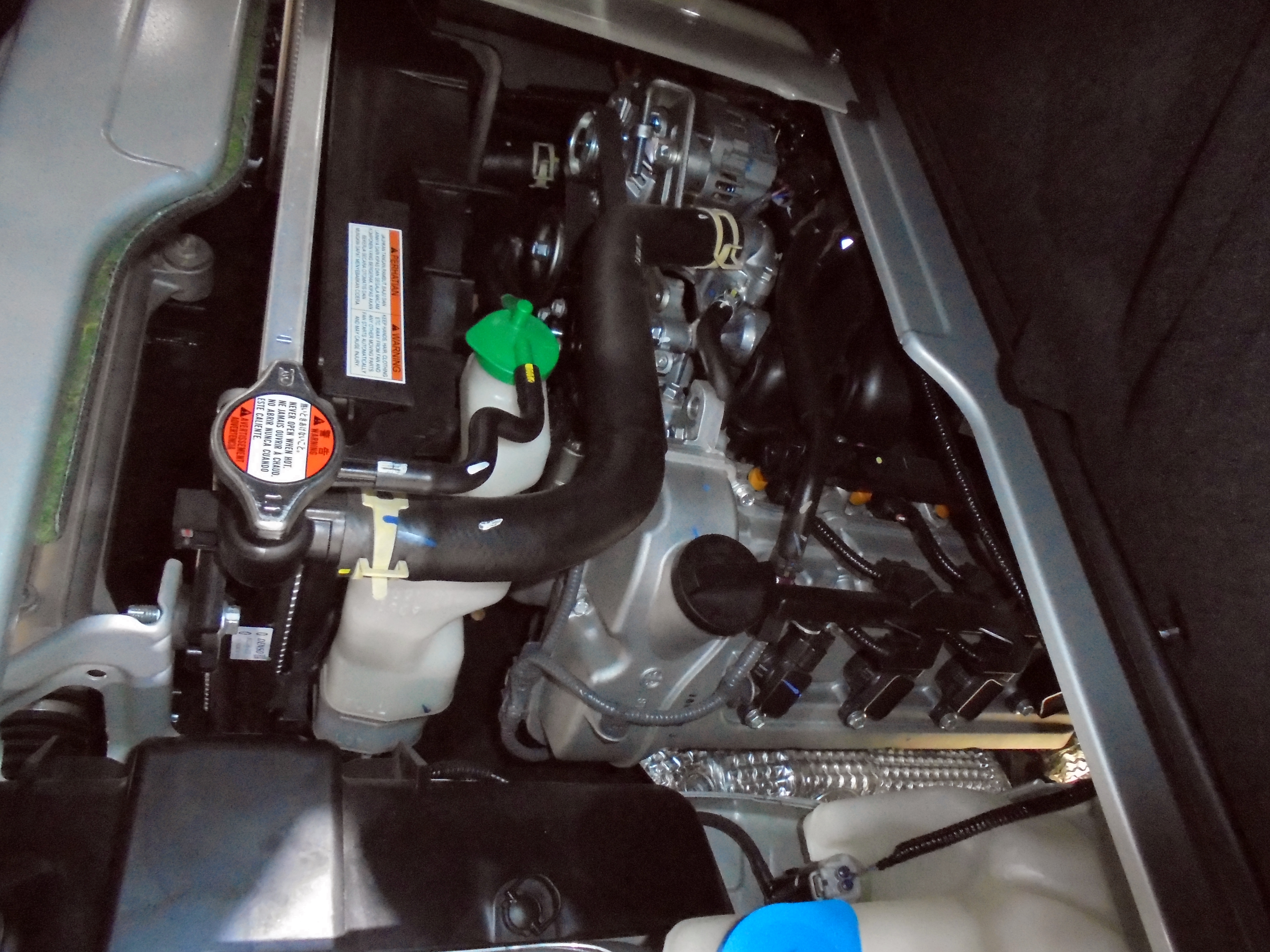
K15B-C エンジン

## スーパーキャリイ
スーパーキャリイ（SUPER CARRY）は2018年に発表された、ラージキャブ（エクステンドキャブ）仕様の派生モデル（競合車のダイハツ・ハイゼットにおける「ハイゼットジャンボ」に相当）。2018年4月16日付でティザーサイトが公開されており。2018年5月17日付で販売が開始された。型式は11代目キャリイと同じ「DA16T」となっている。ハイルーフ仕様としては8代目キャリイMC以来の復活となる。
この「スーパーキャリイ」の名称は元々、海外向けの車種名として用いられており、長年、ベトナム向けにベトナムスズキ社を通じて生産・販売が行われており、2016年7月からはマルチ・スズキ・インディア社がインド向けモデルの生産・販売が開始された経緯があるが、名称が同じなだけで仕様が全く異なっており、ベトナム向けでは、8代目キャリイをベースに左ハンドル仕様に変え（当時のキャリイでは「SUZUKI」ロゴだったフロントデザインもSマークに変更されている）、エンジンは970cc・4気筒のF10A型エンジンに置換、インド向けでは、専用のボディデザイン・設計となり、エンジンは800ccのE08A型直列2気筒DOHC8バルブディーゼルエンジンが搭載されており、いずれも軽トラックよりも排気量が大きい小型トラックとして販売されている。
開発のベースとなっているのは、第45回東京モーターショー2017に参考出品されたコンセプトモデル「キャリイ軽トラいちコンセプト」で、軽トラ市への出店を想定し、キャビンを従来型より広く取った、「居住性・ゆとりある室内空間」を重視する顧客に対応したモデルであり、この時点でキャビンの窓ガラスが車検対応仕様（すなわち市販化を念頭に置いた設計）となっていたことが明らかになっている。また東京オートサロン2018では「キャリイフィッシングギア」を参考出品、釣りでのレジャーユースを想定したカスタマイズが施された。
キャリイに比べてキャビンが後方へ460mm拡大、全高が120mm高くなったラージキャブ仕様で、運転席は最大40度のリクライニング機構が追加され、シートスライド量はキャリイよりも40mm長い180mmとしている（リクライニング機構とシートスライドは助手席にも搭載されているが、リクライニング角度最大24度、スライド量100mm）。ラージキャブ化により、オーバーヘッドシェルフが標準装備され、高さ920mm×横幅1,235mm×長さ250mmのシートバックスペースも設けられた。また、軽トラックで初の助手席前倒し機構が搭載され、シートバックテーブルも装備された。キャビンが拡大した分、荷台長はキャリイより短くなっているが、キャビン後方の下部に高さ230mm・奥行き495mm・幅1,315mmの開口部を設けており、荷台長1,480mmに対し、荷台フロア長は1,975mmが確保され、荷台フロア長だけで比較すれば、キャリイよりも55mm短い程度にとどまっている。これにより、標準的サイズのコンパネや、長尺の柄がある道具なども、少量であれば積載可能なスペースを確保している。
グレード体系は「L」と「X」の2グレードが用意される。装備内容は「L」がキャリイの「KCエアコン・パワステ」、「X」がキャリイの「KX」にそれぞれ準じているが、キャリイの該当グレードと異なる点として、前後誤発進抑制機能が標準装備になるほか、全車オーディオレス仕様（オーディオレスに伴い、「L」はインパネボックス非装備）となり、ヘッドレストは一体型タイプに変更。荷台ステップは運転席側のみとなり、ユーティリティナットが追加される。さらに、「X」は専用装備として、運転席バニティミラーとトップシェードガラスが追加され、ファブリックシートは撥水加工が施され、UVカット機能付ガラスはフロントドアにも装備され、フォグランプベゼルとドアハンドルはメッキに変更される。カラーバリエーションは「KX」と同一の5色展開となり、トランスミッションはキャリイ同様、5MT・3AT・5AGSの3種類が設定される。
2019年9月にキャリイ同様に一部仕様変更され（2型）、「デュアルカメラブレーキサポート」、車線逸脱警報機能、ふらつき警報機能、先行車発進お知らせ機能、ハイビームアシスト、ESP、オートライトシステム、ヒルホールドコントロール（5MTは除く）が標準装備され、ボディカラーのガーデニングアクアメタリックをクールカーキパールメタリックに入れ替え、ヒーターコントロールパネルをダイヤル式に変更。また、5AGSは「X」のみの設定となった。
2021年8月にキャリイ同様に一部仕様変更され（3型）、メッキフロントガーニッシュを「L」にも拡大して全車標準装備となり、「ぬかるみ脱出アシスト」を「X」の4WD・5MT車と5AGS車を除く全車に装備され、ヒルホールドコントロールは5MT車にも拡大して全車標準装備となった。また、WLTCモードによる排出ガス・燃料消費率に対応した（平成30年排出ガス規制適合、3AT・5AGSはJC08モードによる燃料消費率も併記）。
2022年4月にキャリイ同様に一部仕様変更され（4型）、AT車は4速に多段化するとともに、停車時アイドリングストップシステムを搭載。「X」はメーカーオプション設定のヘッドランプをディスチャージからLEDに変更されたほか、5AGSの設定が廃止された。
2023年7月にキャリイ同様にボディカラーにモスグレーメタリックを追加設定することを発表（同年8月発売）。6色展開となる。
2023年12月13日に発売以来初となる特別仕様車「Xリミテッド」が発売された。「X」の4WD・LEDヘッドランプ装着車をベースに、サイドに専用デカールが装着され、LEDヘッドランプのエクステンション部、フロントガーニッシュ、フォグランプベゼルをブラック塗装に、ドアハンドルとドアミラーをブラック材料着色に、スチールホイールをブラックメタリック塗装にそれぞれ変更された。ボディカラーはホワイトとノクターンブルーパールを除く4色が設定される。
2024年4月19日にキャリイ同様に一部仕様変更され（5型）、停車時アイドリングストップシステムを5MT車にも拡大して装備。「L」は従来「X」に装備されていた電波式キーレスエントリー、パワードアロック、パワーウインドーを標準装備。「X」はLEDヘッドランプが標準装備化され、ドアミラーが電動格納式リモコンへグレードアップ。ボディカラーはキャリイ同様にノクターンブルーパールと入れ替わりでデニムブルーメタリックが追加された。特別仕様車「Xリミテッド」はベース車同様に一部仕様変更を受けて継続販売。2WD車が追加設定され、ボディカラーはベース車同様にデニムブルーメタリックが追加され5色となった。
2025年7月10日にキャリイ同様にボディカラーにツールオレンジとアイビーグリーンメタリックを追加設定することを発表（同年8月発売）。クールカーキパールメタリックが廃止されたため、7色展開となる。
なお、キャリイのOEM仕様であるマツダ・スクラム、日産・NT100クリッパー、三菱・ミニキャブには「スーパーキャリイ」に相当するラージキャブモデルは用意されていない。（なお三菱自動車は、2002年に自社開発のラージキャブモデル「スーパーキャブ」を発売していた。日産自動車も三菱のOEMにより「キングキャブ」を発売していた。生産は終了している）

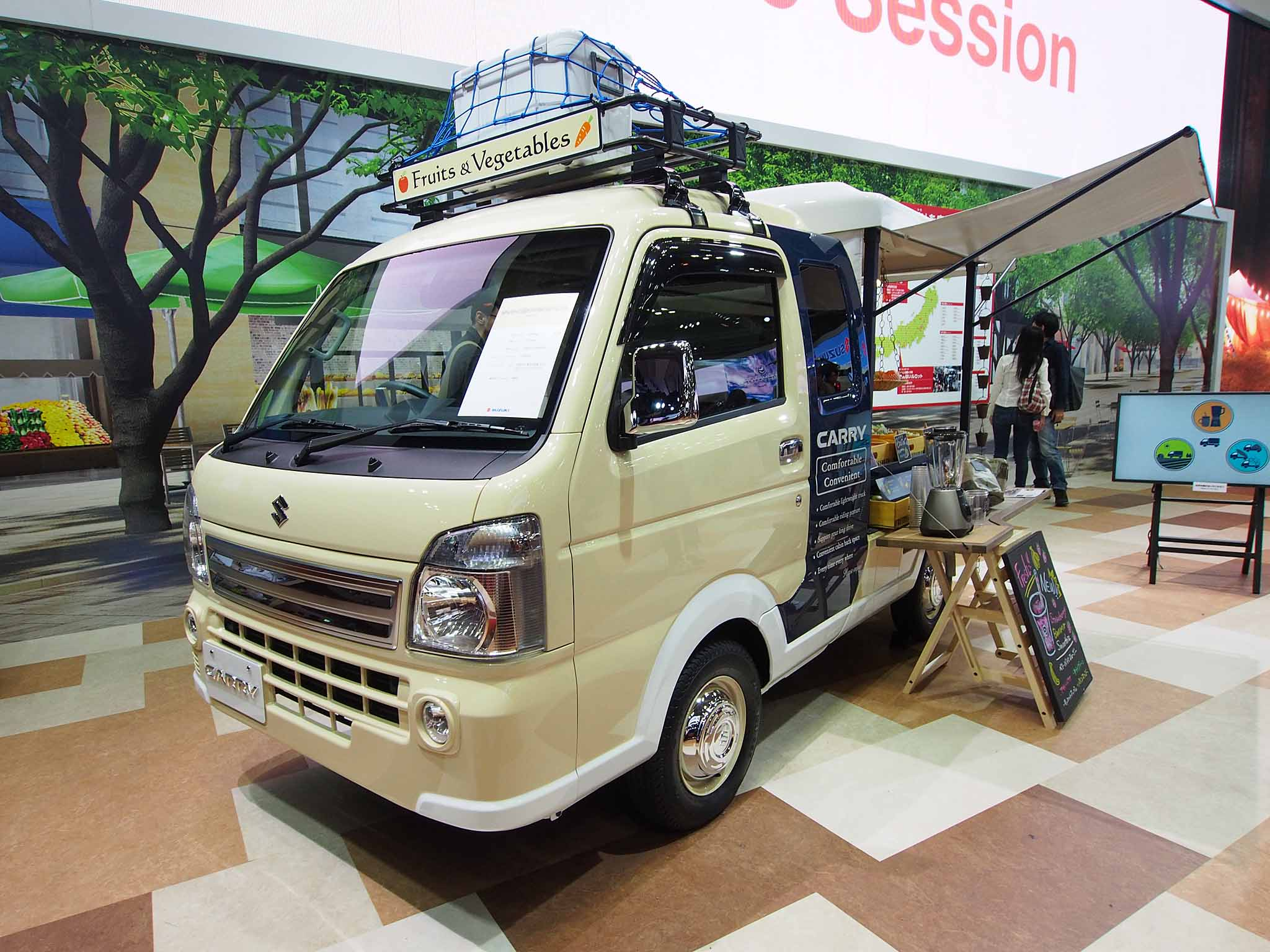
キャリイ軽トラいちコンセプト 東京モーターショー2017参考出品車
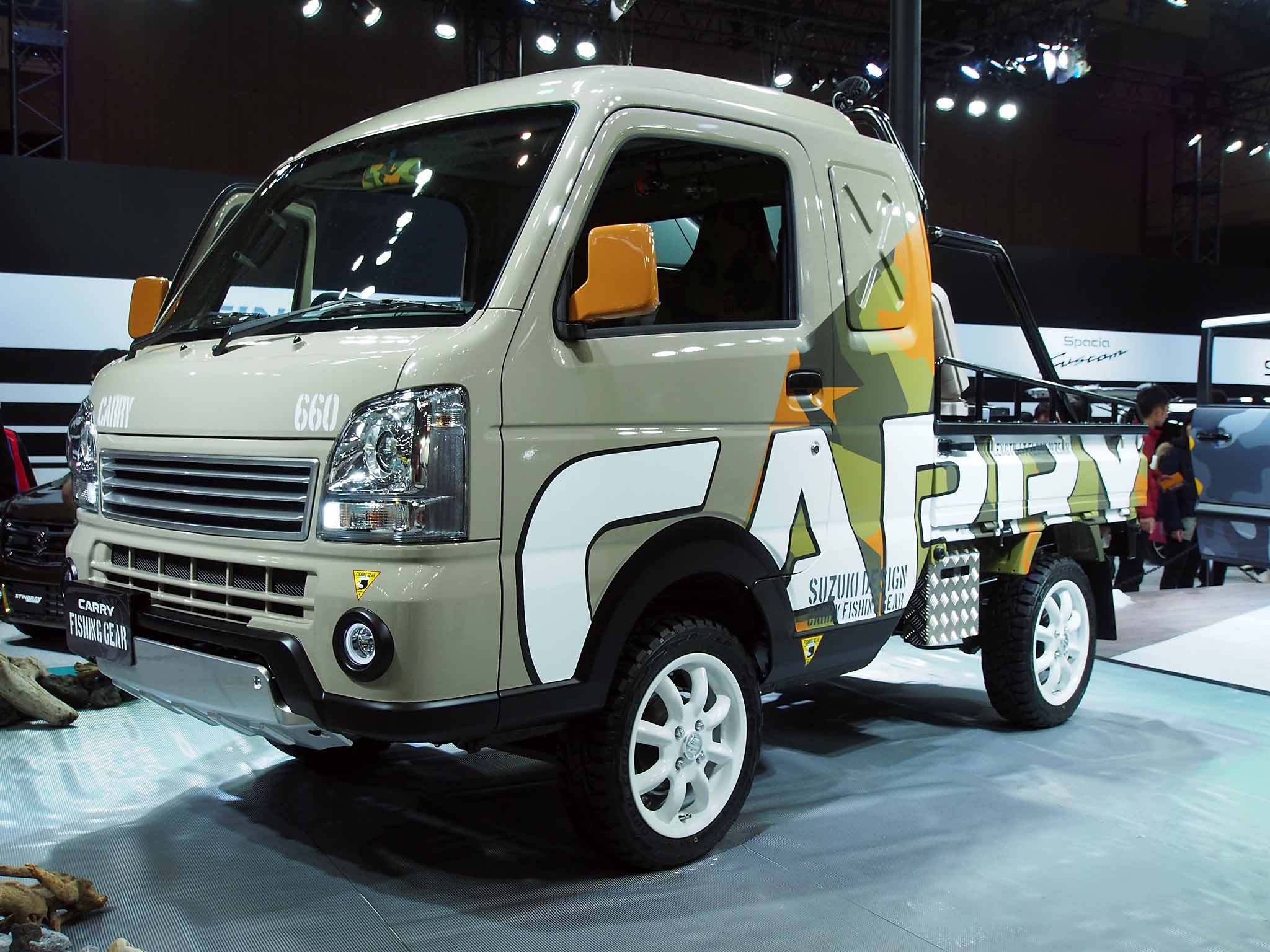
キャリイフィッシングギア 東京オートサロン2018参考出品車